# 京王バス南大沢営業所

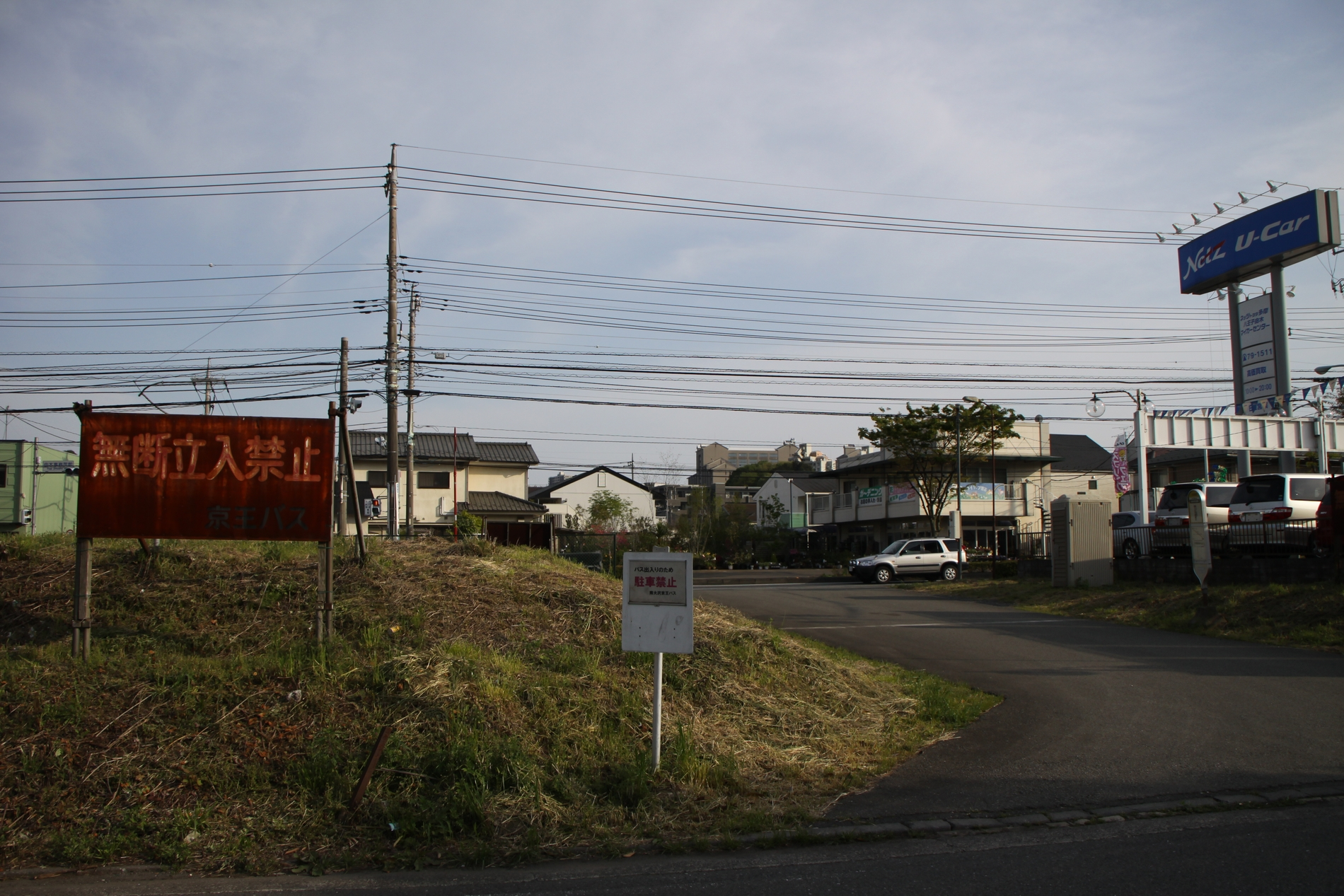
由木折返場

京王バス南大沢営業所（けいおうバスみなみおおさわえいぎょうしょ）は、東京都八王子市南大沢に所在する京王バスの営業所。当所を表す社内識別記号は「M」。
京王相模原線の南大沢駅・京王堀之内駅を主なターミナルとして、一般路線バスは八王子市南部のほか、日野市や多摩市、町田市、相模原市を運行エリアとし、京王バスの一般路線としては唯一神奈川県に乗り入れる。また、多摩ニュータウン内（多摩センター駅など）を発着する高速バスや空港連絡バスも担当する。最寄りバス停留所は「だいり谷戸公園」であり、（南大沢車庫前）の副名称が付いている。
南大沢駅が開業するまでは「南大沢二丁目」停留所が現在のフレスコ南大沢の前にあったが、駅開業とともに役目を終えて廃止された。

## 沿革
- 1992年

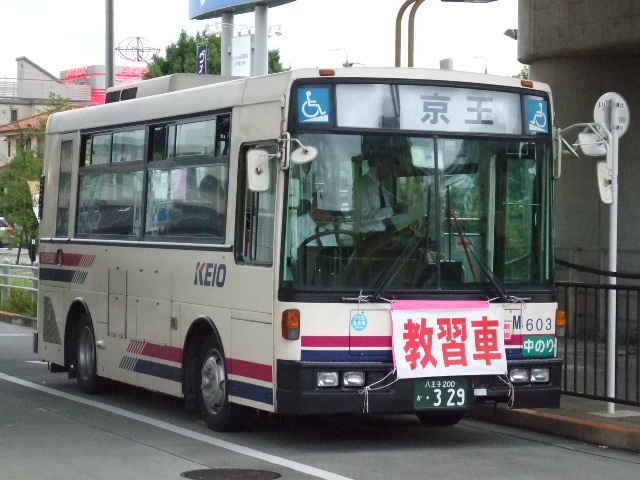
京王電鉄バスから引き継いだ小型車
日産ディーゼル・RN
（M79603号車）

  - 3月25日 - 京王帝都電鉄（現：京王電鉄）直営のバス営業所であった八王子営業所が、八王子駅北口の八王子市旭町から現在地の北野町（旧：八王子営業所北野車庫）へ移転[2]。京王帝都電鉄八王子営業所南大沢支所として開設[2]。京王バス南大沢営業所の前身となる。
- 2001年
  - 1月10日 - 多摩都市モノレール線の延伸開業（立川北 - 多摩センター）に合わせ、管内一部路線でダイヤ改正・経路変更を行う。
  - 12月17日 - バス事業の分社化により、南大沢京王バス株式会社を設立[2]。
- 2002年
  - 4月1日 - 南大沢京王バスとして営業開始[2]。
  - 11月23日 - 南大沢京王バスと多摩バスの共同運行で、空港連絡バス羽田八王子線を運行開始[2]。
- 2003年
  - 10月1日 - 南大沢京王バスが京王バス南株式会社に社名変更[2]。八王子営業所から小仏線（高01）、本沢ダム線（高21）を移管される[3]。所管地域の拡大と子会社間の社名整合化のため社名を変更した[3]。
- 2006年
  - 3月16日 - 成田多摩センター線を南大沢駅へ延伸、調布営業所から移管される。
- 2007年
  - 6月1日 - 羽田多摩センター線を南大沢駅へ延伸、調布営業所から移管される。
  - 9月30日 - 当営業所の運行路線でPASMOが使用可能となる。
- 2010年
  - 11月20日 - 八王子駅南口再開発によるバスロータリー完成に伴い、
- 2011年
  - 3月9日 - 富士急行との共同運行で、高速バス多摩河口湖線を運行開始[2]。
- 2012年
  - 8月5日 - 千葉中央バスと京王バス東（調布営業所）との共同運行で、高速バス土気線を運行開始[2]。
- 2013年
  - 11月22日 - シティバス立川・伊那バスとの共同運行で、中央高速バス立川飯田線を運行開始[4]。
- 2014年
  - 4月14日 - 当営業所と京王電鉄バス八王子営業所の一部路線が移管され、京王バス南・寺田支所が開設される。
- 2016年
  - 11月3日 - 高速バス多摩河口湖線から富士急が撤退、京王の単独運行となる[5]。
  - 12月10日 - 羽田多摩センター線で「サンリオピューロランド号」を運行開始。
- 2017年
  - 7月7日 - 成田多摩センター線で「サンリオピューロランド号」第2弾を運行開始。
  - 10月9日 - 高速バス多摩河口湖線が廃止[6]。
- 2019年
  - 11月16日 - 当営業所と京王電鉄バス八王子営業所の一部路線が京王バス高尾営業所へ移管される。
- 2020年
  - 10月1日 - 京王バス南・京王バス東・京王バス中央の3社が合併し、京王バス（2代目）が発足したことにより、当営業所は京王バス南大沢営業所となる。

## 現行路線
〔     〕内は共同運行路線。
北野駅南口・北口周辺の経路は「北野駅周辺のバスの経路」を参照。

### 南大沢団地循環
出典：
- 南51：南大沢駅 → 大平公園 → 南大沢団地 → 南大沢小学校 → 赤石公園 → 南大沢駅〔神奈川中央交通〕
- 南52：南大沢駅 → 赤石公園 → 南大沢小学校 → 南大沢団地 → 大平公園 → 南大沢駅〔神奈川中央交通〕

南大沢駅南側をカバーする循環路線で、神奈川中央交通との共同運行。南大沢駅を14時以前に出発する便は赤石公園先回り（南52）、それ以降は大平公園先回り（南51）である。

### 南大沢五丁目循環
- 南60：南大沢駅 → だいり谷戸公園 → パークフィーネ前 → 三徳プラザ前 → 三井アウトレットパーク → 南大沢駅
- 南60：南大沢駅 → 三井アウトレットパーク → 三徳プラザ前 → パークフィーネ前 → だいり谷戸公園 → 南大沢駅
- 南60：南大沢駅 - 三井アウトレットパーク - 三徳プラザ前 - パークフィーネ前 - だいり谷戸公園

南大沢五丁目周辺を運行する循環路線。南大沢駅を13時以前に出発する便はだいり谷戸公園先回り（午前回り）、それ以降は三徳プラザ前先回り（午後回り）。南大沢団地循環とは異なり京王バスの単独運行である。だいり谷戸公園始発・終着は出入庫便。

### 多摩美線
- 南61：南大沢駅 - 三井アウトレットパーク - 三徳プラザ前 - パークフィーネ前 - 鑓水住宅入口 - 水甫団地入口 - 多摩美術大学
- 南61：南大沢駅 - 三井アウトレットパーク - 三徳プラザ前 - パークフィーネ前 - 鑓水住宅入口 - 水甫団地入口
- 南62：南大沢駅 - だいり谷戸公園 - 鑓水住宅入口 - 水甫団地入口 - 多摩美術大学
- 南62：南大沢駅 → だいり谷戸公園 → 水甫団地入口

2009年9月1日、内裏橋・鑓水住宅入口経由、鑓水中学入口行きの南61が運行開始。従来運行されていた都営住宅西止まりの運行はなくなった。
方向・時間帯によって系統が異なり、南61は、多摩美術大学方向が13時台から21時台まで、南大沢駅方向が8時台から12時台までの運行。南62は、多摩美術大学方向が8時台から12時台まで、南大沢駅方向が13時台から19時台までの運行である。
2014年4月14日のダイヤ改正時に、鑓水中学入口を水甫団地入口（みずほだんちいりぐち）に改称。土休日の朝1本のみ、鑓水住宅入口を経由せず水甫団地入口・多摩美術大学へ向かう便も存在したが、2021年11月16日のダイヤ改正時に水甫団地入口までの運行に短縮されたうえで、運行も休日朝1本のみに減便された。

### 橋本線
出典：
- 南63：南大沢駅 - 三井アウトレットパーク - 上柚木 - 多摩美大前 - 鑓水入口 - 橋本駅

かつて運行されていた橋13（橋本駅 - 京王堀之内駅 - 中央大学）の代替として南大沢駅で分割し、橋本駅側を南63として新設した。なお、京王堀之内駅 - 中央大学間は堀05となったが、2004年に廃止された。
京王バスでは橋本駅に乗り入れる唯一の系統であり、橋本駅発着の他の路線は神奈川中央交通とその子会社が運行している。「絹の道」として栄えた鑓水地区を通る古い路線である。鑓水入口 - 坂下で市境を越えて町田市に入り、坂下 - 橋本本町で都県境を越えて相模原市緑区に入る。坂下バス停の自動放送では、以降の停留所は神奈川県内となるため東京都シルバーパスが利用できない旨が案内される。東京都シルバーパス利用者が都県境をまたいで乗降する際は、神奈川県内の普通運賃を支払う。2021年4月より柚木街道の一部で経路変更を行い、旧経路上の西小学校前と神明神社前停留所が廃止され、新経路上には協力橋（橋本駅方面のみ）、日影橋、柏原橋停留所が新設された。

### 下柚木線
出典：
- 南64：南大沢駅 - 三井アウトレットパーク - 東京都立大学北 - 由木折返場 - 大竹橋 - フェアヒルズ入口 - 京王堀之内駅
- 堀64：京王堀之内駅 - フェアヒルズ入口 - 大竹橋 - 由木折返場

南64は、かつて運行されていた橋13（橋本駅 - 京王堀之内駅 - 中央大学）の代替として南大沢駅で分割し、京王堀之内駅側を南64として新設した。起終点が同じ長池線（堀03）とは経路が全く異なり、京王相模原線の北側を主に運行する。「東京都立大学北経由」と案内される。2021年4月26日より桜80と共に経路変更を行い、由木中央小学校バス停を経由しなくなった。その代替として、さんもり橋バス停が設置された。
堀64は、元々京王堀之内駅発の平日深夜バス1本のみの運行だったが、2021年11月16日のダイヤ改正で由木中央小学校を経由して京王堀之内駅に戻る循環路線（堀05）の廃止による振替で、6時台後半 - 10時台前半と17時以降も両方向運行されるようになり、南64の区間便としての役割を担う。

### 由木桜線
出典：

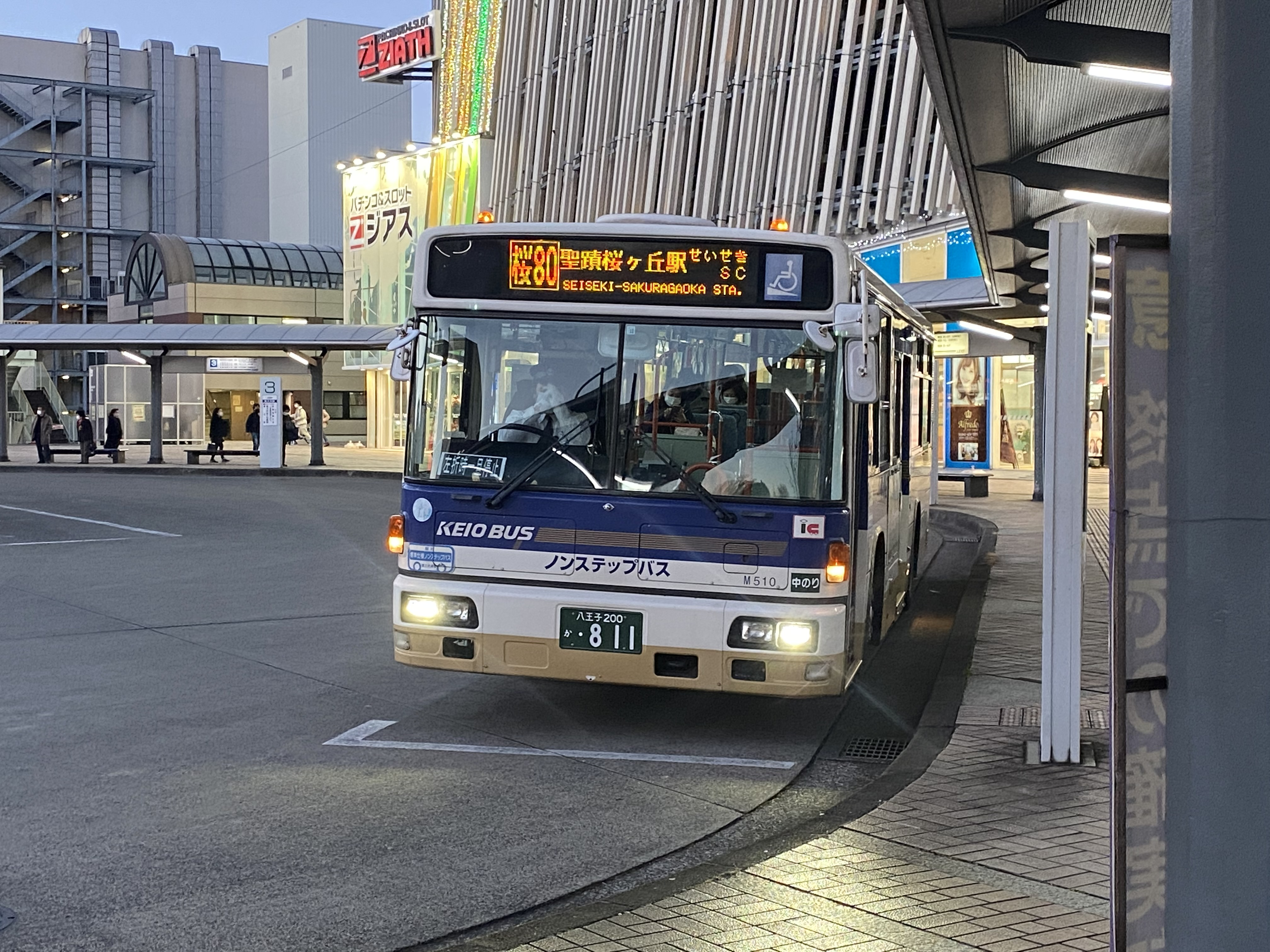
桜80

- 桜80：聖蹟桜ヶ丘駅 - 一の宮 - 和田 - 帝京大学入口 - 堰場 - 大竹橋 - 由木折返場 - 三井アウトレットパーク - 南大沢駅
- 桜80：大竹橋 → 由木折返場 → 三井アウトレットパーク → 南大沢駅（平日の早朝のみ）
- 桜80：柳沢 → 由木折返場 → 堰場 → 帝京大学入口 → 和田 → 一の宮 → 聖蹟桜ヶ丘駅（平日の早朝のみ）
- 桜80：聖蹟桜ヶ丘駅 → 一の宮 → 和田 → 帝京大学入口 → 堰場 → 大竹橋 → 由木折返場 → 三井アウトレットパーク（深夜バス）
- 桜83：聖蹟桜ヶ丘駅 - 一の宮 - 和田 - 帝京大学入口 - 堰場 - 大竹橋 - 由木折返場

桜80・桜88は、野猿街道を主に経由する系統群で、この路線も近隣の八王子営業所の日50（八王子駅北口 - 日野駅）と同じく、南大沢営業所の基幹路線。鉄道での乗り換えが不便な京王相模原線と京王線の優等列車停車駅を結ぶ役割を果たしている。帝京大学入口 - 中和田天神で市境を越えて多摩市へ乗り入れる。堰場バス停は多摩モノレール大塚・帝京大学駅の最寄りバス停で「堰場（モノレール駅入口）」と案内される。
桜80は早朝に柳沢始発や大竹橋始発の出庫便がある。桜83は由木折返場までの区間便。
日中は桜80・桜88が20分間隔で運行され、並走区間では約10分に1本という高頻度になるほか、聖蹟桜ヶ丘駅 - 東中野間では桜ヶ丘営業所や多摩営業所の各路線とも並走する。

2025年3月29日ダイヤ改正により、聖蹟桜ヶ丘駅～三井アウトレットパークの区間便が新設された。平日・土休日とも深夜バスのみ運行されている。

### 堀桜線
出典：

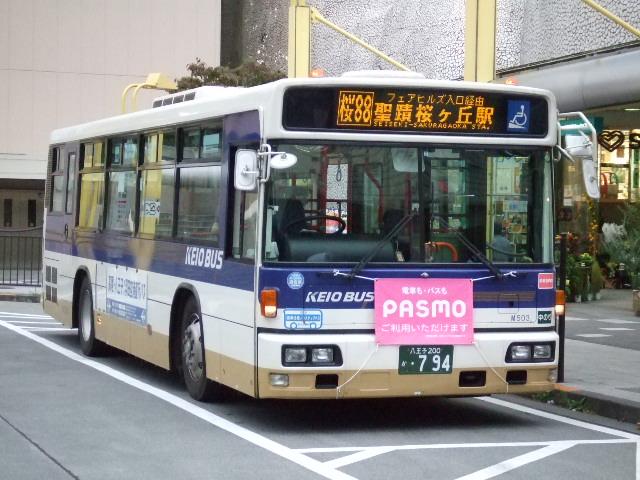
桜88

- 桜88：聖蹟桜ヶ丘駅 - 一の宮 - 和田 - 帝京大学入口 - 堰場 - 大竹橋 - フェアヒルズ入口 - 京王堀之内駅
- 桜88：聖蹟桜ヶ丘駅 - 一の宮 - 和田 - 帝京大学入口 - 堰場 - 京王堀之内駅

聖蹟桜ヶ丘駅からは由木桜線（桜80）と同経路を通り、手前で曲がって京王堀之内駅のバスロータリーへ入る。
日中は迂回してフェアヒルズ入口経由となる。桜88がフェアヒルズ経由の時間帯は聖蹟桜ヶ丘駅 - 大竹橋間、それ以外は聖蹟桜ヶ丘駅 - 芝原間で桜80と桜88が並走する。

### 堀11系統
- 堀11：京王堀之内駅 - 板橋 - 大田橋 - だいり谷戸公園

2022年11月21日新設。南大沢営業所から京王堀之内駅までの出入庫を営業化したものであり、元々は桜84系統（後述）のみが停車していた板橋と大田橋に停車する。堀之内駅方向は午前中のみ、だいり谷戸公園方面は午後以降に運行される。

### 見附橋循環
出典：
- 堀01：京王堀之内駅 → せせらぎ橋 → 見附橋 → 蓮生寺 → 京王堀之内駅〔神奈川中央交通〕
- 堀02：京王堀之内駅 → 蓮生寺 → 見附橋 → せせらぎ橋 → 京王堀之内駅〔神奈川中央交通〕

京王堀之内駅を起終点とする循環路線。堀01と堀02は同一経路であるが、京王堀之内駅発13時まではせせらぎ橋先回り（堀01）、それ以降は蓮生寺先回り（堀02）が運行される。なお「見附橋」は四谷見附橋を長池公園に移築したものである。
神奈川中央交通との共同運行。2020年9月5日のダイヤ改正で、平日朝以外は両社合わせて1時間に2本程度に減便された。

### 長池線

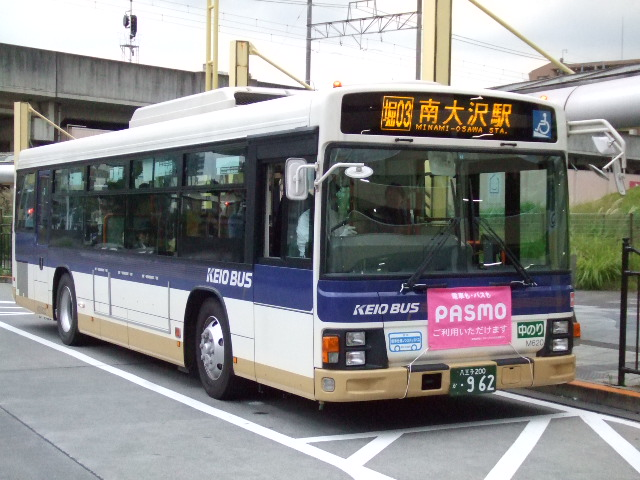
堀03

- 堀03：京王堀之内駅 - 松木中学校 - 見附橋 - 南大沢団地 - 大平公園 - 南大沢駅〔神奈川中央交通〕

見附橋循環とは異なる経路を通り、見附橋と南大沢団地の両方を経由して、見附橋方面から堀01・堀02が通らない南大沢駅方面に向かう。起終点が同じ下柚木線（南64）とは経路が異なり、京王相模原線の南側を主に走る。「長池小学校入口経由」と案内される。
23時30分以降は深夜バスとして運行され、深夜バスは京王バスのみの担当であったが、2020年9月5日のダイヤ改正で平日朝を除き1時間に2本程度に減便され終車時刻も繰り上げられ、平日に運行されていた深夜バスが廃止された。

### 東京薬科大学方面

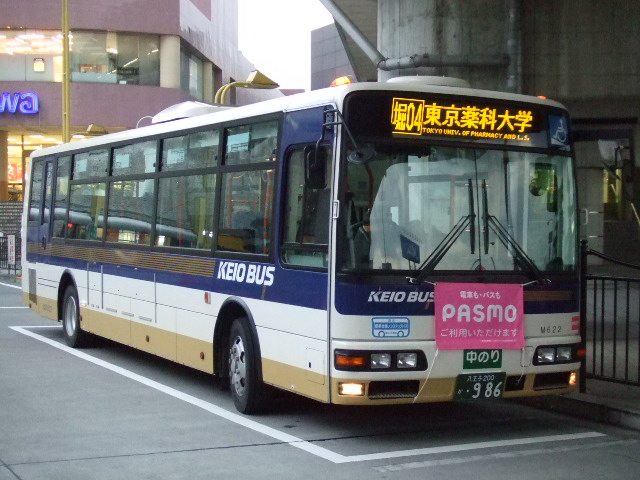
堀04

- 堀04：京王堀之内駅 - 堀之内二丁目 - 東京薬科大学

平日の朝夕と土休日の朝のみ運行。平山城址公園近くにある同大学への通学路線である。同大学への一般路線バス（京王堀之内駅・平山城址公園駅）は当営業所が、豊田駅南口からのシャトルバス（有料）は京王自動車が運行している。

### 東山住宅線
- 堀33：京王堀之内駅 → 由木堀之内 → 見晴らし台前 → 東山住宅 → 堀之内二丁目 → 京王堀之内駅

京王堀之内駅と戸建住宅地の「多摩ニュータウン東山」を結ぶ循環路線。東山住宅内幹線道路の開業に伴い2016年4月1日に開設され、堀06を置き換えた。
2025年3月29日のダイヤ改正で、減便された。

### 由木八線
出典：
- 八60：八王子駅南口 - （←北野駅南口 / 北野駅北口→） - 多摩丘陵 - 野猿峠 - 殿ヶ谷戸 - 由木折返場 - 陸上競技場前 - 三井アウトレットパーク - 南大沢駅
- 八60：八王子駅南口 ← 北野駅南口 ← 多摩丘陵 ← 野猿峠 ← 殿ヶ谷戸 ← 由木折返場 ←柳沢(平日の早朝のみ)
- 八66：八王子駅南口 ← 北野駅南口 ← 多摩丘陵 ← 野猿峠 ← 殿ヶ谷戸 ← 由木折返場(土休日の早朝のみ)
- 北02：北野駅南口 ← 多摩丘陵 ← 野猿峠 ← 殿ヶ谷戸 ← 由木折返場
- 北03：北野駅北口/北野駅南口 - 多摩丘陵 - 野猿峠 - 殿ヶ谷戸 - 由木折返場 - 陸上競技場前 - 三井アウトレットパーク - 南大沢駅

八王子駅・北野駅と南大沢駅を結ぶ系統群。京王相模原線とJR中央線を結ぶ路線のため、通勤・通学などの利用者も多い。打越交差点 - 絹ヶ丘二丁目付近までは野猿街道を経由する。
メインは八60で、日中は1時間に3本程度の運行である。朝夕は八60の他に、北野駅発着の区間便である北02・北03が運行される。北02は平日の朝のみ、全日夕方以降は北03が運行される。「殿ヶ谷戸・由木折返場経由」と案内される。
2022年11月21日のダイヤ改正で､平日の早朝のみ、八60は柳沢始発の便が設定されるようになり､八66は土休日のみとなった｡
2025年3月29日ダイヤ改正により、北野駅南口発着の北03が新設された。

### 中山線
出典：
- 八61：八王子駅南口 - （←北野駅南口 / 北野駅北口→） - 多摩丘陵 - 野猿峠 - 中山 - 陸上競技場前 - 三井アウトレットパーク - 南大沢駅（土曜1往復のみ）

八61は中山経由となり、野猿峠 - 柳沢間が別経路となるが、この区間は本数が非常に少なく、土曜日に1往復のみの運行である。「中山経由」と案内される。

### 東急片倉台線
- 八65：八王子駅南口 - （←北野駅南口 / 北野駅北口→） - 多摩丘陵 - 北野台一丁目 - 坂上 - 片倉台小学校西 - 片倉台

東急不動産が開発した戸建分譲地「東急片倉台団地」と八王子駅・北野駅を結ぶ路線。かつての路線名は「東急線」であったが、東急みなみ野線（八69・北06）の新設により「東急片倉台線」に変更された。
2012年3月より朝夕のみの運行となり、八65は全日日中以外の時間帯、日中は八69のみが運行される。
原則的に朝夕ラッシュ時も含め全時間帯で八王子駅南口発着の八65として運行されており、土休日の早朝の2往復は八65の代わりに北野駅北口発着の北05が運行されていたが、2024年9月27日のダイヤ改正で北05は廃止され、土休日ダイヤは夕方のみの運行に変更された。
なお、八王子駅南口から片倉台や片倉高校 - 車石に向かう場合は、神奈川中央交通の八77も利用可能でありそちらの方が圧倒的に所要時間が短い。

### 東急みなみ野線
- 八69：八王子駅南口 - （←北野駅南口 / 北野駅北口→） - 多摩丘陵 - 北野台一丁目 - 坂上 - 片倉台小学校西 - 片倉高校前 - 八王子みなみ野駅
- 北06：北野駅南口 - 多摩丘陵 - 北野台一丁目 - 坂上 - 片倉高校前 - 八王子みなみ野駅（平日朝のみ運行）

2003年に東急片倉台線（八65・北05）の一部便（半分の本数）を延長する形で新設された。
八王子みなみ野駅発平日朝7時35分までは、北野駅発着の区間便である北06として運行される。それ以外の時間帯は、八69のみが毎時3本程度運行される。2022年3月12日のダイヤ改正で平日朝を除き終日八69に統合された。
新設後の短期間は元の終点で折返場のある片倉台バス停を経由していた時期があった。その後、東急みなみ野線は片倉台には停車しなくなったため、東急片倉台線の運行の無い時間帯は、片倉台小学校西から歩く必要がある。
かつては北野駅の終電後に25時00分発の北06が運行された事があったが、深夜需要の減少に伴いダイヤ改正ごとに繰り上げられ、2021年4月のダイヤ改正で深夜バスが廃止された。

### 西武北野台線
- 北10：北野駅北口 - （打越新道） - わかば公園 - 片倉台 - 坂上 - 西武北野台
- 北10：北野駅南口 - （打越新道） - わかば公園 - 片倉台 - 坂上 - 西武北野台

片倉台を経由して、西武不動産が開発した戸建分譲地「西武北野台団地」と北野駅を結ぶ。西武北野台団地は八王子バイパスを隔てて東急片倉台団地と隣接している。片倉台方面の路線の多くが北野台一丁目経由であるのに対し、この系統はわかば公園経由である。また、北野駅 - 絹ヶ丘団地入口間は八65,69と異なり打越新道を経由する。平日朝6時 - 8時台のみ北野駅南口発着、それ以外は北野駅北口発着となる。
2010年3月19日、北07（北野駅 - 片倉台 - 八王子みなみ野駅）を短縮する形で片倉台発着便として新設された。2016年4月1日、それまで八68・北08では土休日しか乗り入れが無かった西武北野台への定期運行が開始された。これに伴い八68・北08は廃止された。

### 由木堀線
- 北09：北野駅南口 →（打越新道）→ 野猿峠 → 殿ヶ谷戸 → 大竹橋 → 京王堀之内駅
- 北09：北野駅北口 ←（打越新道）← 野猿峠 ← 殿ヶ谷戸 ← 大竹橋 ← 京王堀之内駅

平日1往復のみの運行。打越交差点 - 絹ヶ丘二丁目付近まで東京都道160号下柚木八王子線の新道区間である打越新道を経由する。由木八線は従来の東京都道160号下柚木八王子線（野猿街道）を経由する。

### 南陽台線
- 北21：北野駅南口 - （打越新道） - 野猿峠 - 南陽台中央 - 東京薬科大学
- 北22：北野駅北口 - （打越新道） - 野猿峠 - 南陽台中央 - 東京薬科大学

2019年4月1日新設。平03系統のうち平山城址公園駅 - 東京薬科大学間を廃止し、北野駅 - 東京薬科大学間のみに区間短縮された系統。北21は平日朝のみ、北22は平日日中と土休日に運行される。

### 八南多摩美線
- 八70：八王子駅南口 - 多摩美大前 - 多摩美術大学（急行）

八王子駅南口と多摩美術大学を結ぶ急行便。記載停留所のみ停車し、途中は無停車。子安坂上から鑓水付近まで､国道16号を走行していく｡
薬大線と共に､学校側の催事次第で､増発や臨時便が出ることもある｡

### 薬大線
- 平01：平山城址公園駅 - 平山城址公園入口 - 東京薬科大学（平日朝夕のみ）
- 平02：平山城址公園駅 - 平山城址公園入口 - 東京薬科大学 - 堀之内二丁目 - 京王堀之内駅
- 平04：平山城址公園駅 ← 平山城址公園入口 ← 東京薬科大学 ← 南陽台中央 ← 殿ヶ谷戸 ← 由木折返場（朝1本のみ）

平山城址公園駅から東京薬科大学方面に向かう路線。
かつては平03（平山城址公園駅 - 東京薬科大学 - 北野駅）も運行されており、平日日中は基本的に平02・平03（北野駅行き）がそれぞれ40分に1本の間隔で、平山城址公園駅 - 東京薬科大学間は合わせて20分に1本の運行であった。
2019年3月31日をもって平03が廃止、翌4月1日以降は平02のみ40分に1本の運行となった。
平01は、平日の朝と夕方にそれぞれ数本のみの運行。平04は、平山城址公園駅方向が朝7時台に1本のみの運行。

### 工科大線
- み03：八王子みなみ野駅 - 兵衛二丁目 - 東京工科大学前

元々は南大沢営業所への出入庫系統で、往復運行が一便も存在しない上、大学の開講時間より乗務員の中休みに沿ってダイヤが作成され、運行時間にばらつきがあった。以前までは1時間に1本程度運行されていたが、2024年9月27日の改正以降は南大沢営業所に直行する後述のだいり谷戸公園行きが新設されたことで、東京工科大学前行きの片方向のみ（土曜1本）の運行となったが2025年3月29日のダイヤ改正で八王子みなみ野駅方面の運行が復活した。但しこちらも土曜日1本の為免許維持路線状態になっている。
なお、八王子みなみ野駅・八王子駅南口からは片柳学園が独自にスクールバスを運行しており、東京工科大学および隣接する日本工学院八王子専門学校の学生はそちらを利用する人が多い。

### 北野駅周辺のバスの経路
京王線北野駅は、駅西側に国道16号八王子バイパスが通り、バイパスにより北口と南口が分断されている。歩行者が北口と南口を移動する場合は連絡通路（跨道橋）を渡ることになる。駅周辺の道路がこうした構造のため、北口と南口それぞれのの駅前ロータリーにあるバス乗り場を経由するのに迂回せざるを得ず、同じ系統でも方向や時刻により経路が異なることがある。
南口・北口経由
土休日の朝夕と平日の夕方以降はこの経路で運行されることが多い。八王子駅始発と北野駅の乗り場を「北口」に合わせている。
多摩丘陵・八王子みなみ野駅・野猿峠方面→八王子駅南口
打越弁財天入口 → 北野駅南口 →北野天神

八王子駅南口→多摩丘陵・八王子みなみ野駅・野猿峠方面
北野天神 → 北野駅北口 → 打越弁財天入口

多摩丘陵・八王子みなみ野駅・野猿峠方面→北野駅北口が起終点
打越弁財天入口 → 北野駅南口 → 北野駅北口（終点）
北野駅北口（始発）→ 打越弁財天入口

北口非経由
平日朝ラッシュ時はこの経路で運行されることが多い。北野駅南口で折り返すことにより、北口まで行くロスを減らしている。
多摩丘陵・八王子みなみ野駅・野猿峠方面→北野駅南口が起終点
打越弁財天入口 → 北野駅南口（終点） ※北野駅北口には行かない
北野駅南口0番乗り場（始発）→ 打越弁財天入口

### 空港連絡バス

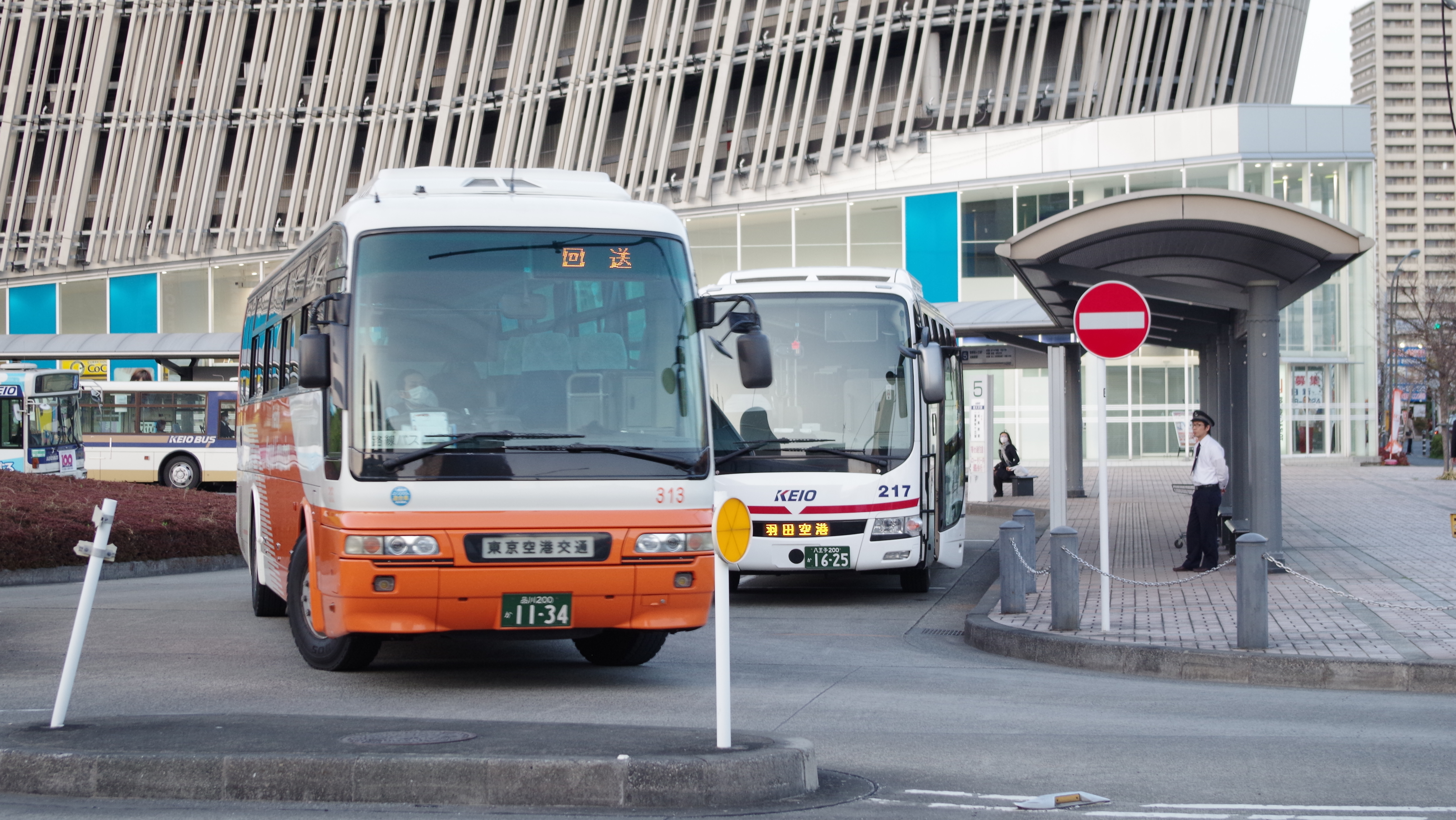
東京空港交通と共同運行する空港連絡バス（南大沢駅にて）

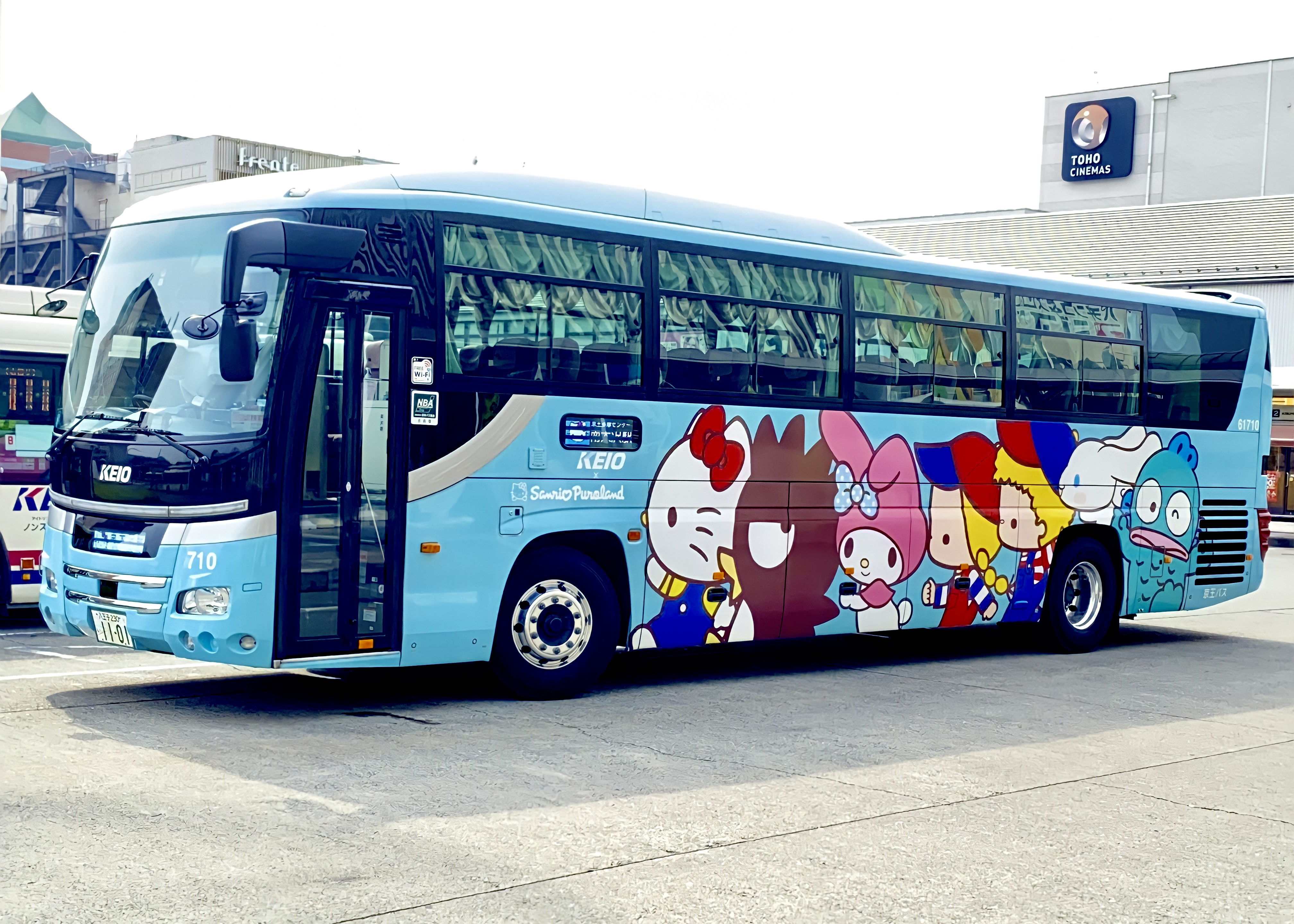
2017年7月7日より空港連絡線専用として投入された、「サンリオピューロランド号」2号車（61710号車）

- 成田多摩センター線：成田空港 - 聖蹟桜ヶ丘駅 - 多摩センター駅 - 南大沢駅　〔東京空港交通〕
- 羽田多摩センター線：羽田空港 - 聖蹟桜ヶ丘駅 - 多摩センター駅 - 南大沢駅　〔東京空港交通〕
- 羽田八王子線：羽田空港 -  八王子駅北口 - 京王八王子駅（ - 西八王子駅入口 - 高尾駅南口）　〔東京空港交通・西東京バス〕
- 羽田若葉台線：羽田空港 - 稲城駅 - 若葉台駅　〔東京空港交通〕

羽田八王子線の高尾駅南口発着便は、早朝（空港行き）と夜間（高尾駅行き）のみ。
2006年3月16日に成田多摩センター線、2007年6月1日に羽田多摩センター線を、始発バス停を多摩センター駅から南大沢駅へ延伸したことに伴い、調布営業所から移管された。
2016年12月10日から羽田多摩センター線で、多摩センターにあるサンリオピューロランドと京王バスのコラボレーション企画として、サンリオキャラクターがラッピングされた「サンリオピューロランド号」を運行開始した。さらに2017年7月7日から成田多摩センター線でも「サンリオピューロランド号」第2弾を運行開始した。専用車両は外観だけでなく内装や案内放送なども特別仕様となっている。
2017年12月16日、羽田若葉台線が調布営業所から移管された。

### 高速バス

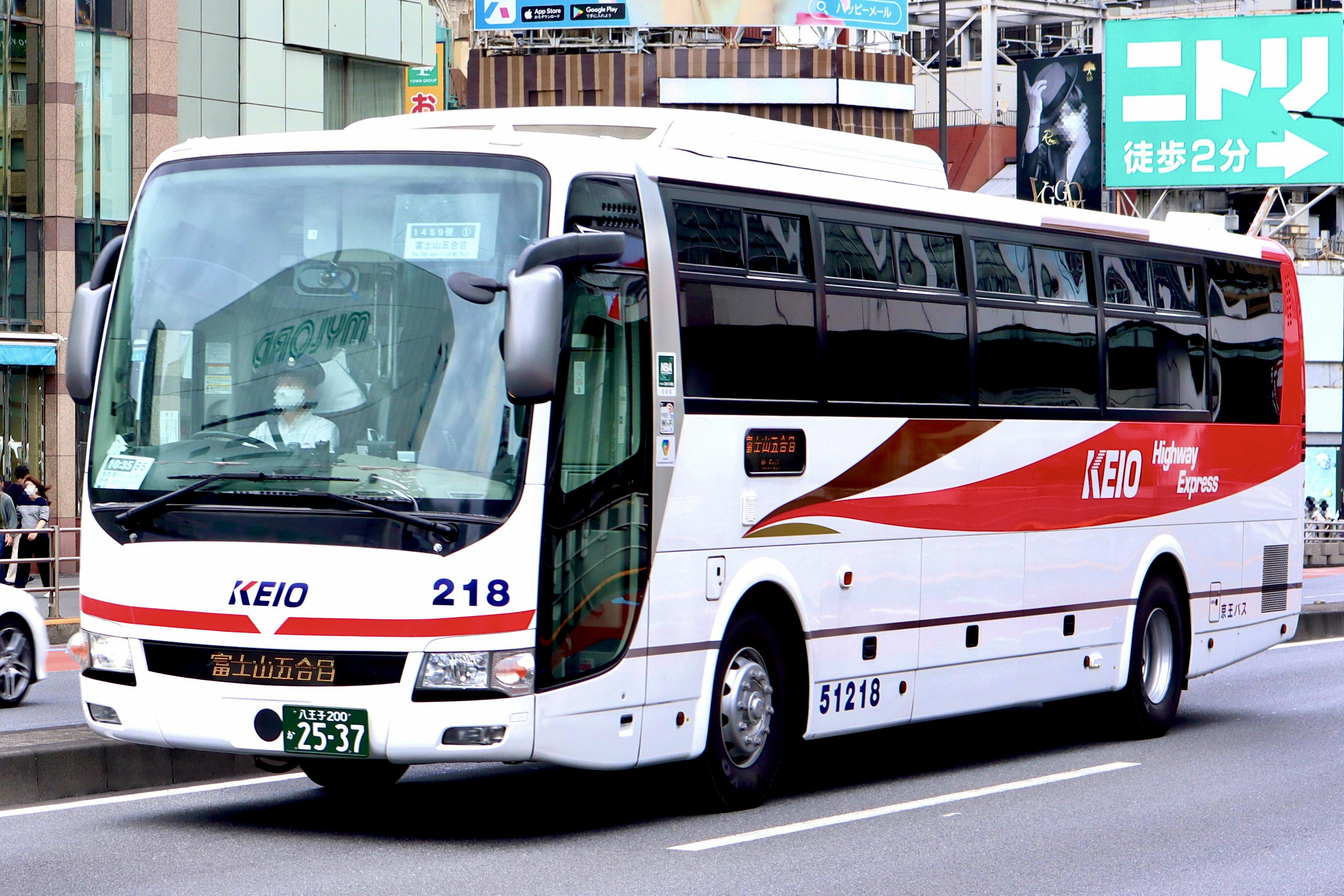
富士山五合目に向かう51218号車（2023年7月15日撮影）

- 富士山五合目線：バスタ新宿 - 中央道日野 - 富士急ハイランド - 河口湖駅 - 富士山五合目　〔富士急バス・フジエクスプレス〕

オフシーズンは河口湖駅までの運行となる。永福町営業所と共管。

### 特定輸送
- 帝京大学中高校正門（スクールバス専用停留所） - 豊田駅北口・平山城址公園駅・多摩センター駅

帝京大学中学校・高等学校のスクールバスの運行を受託し、豊田駅北口・平山城址公園駅・多摩センター駅より運行している。生徒専用スクールバスで一般客の乗車はできない。京王バスカラーに学校名入りの青い専用ラッピングを施した車両が在籍する。方向幕は「京王」の固定表示となっている。

## 運休路線

### 立川飯田線
- 立川駅南口 - 飯田駅前（立川バス・伊那バスと共同運行）

2013年11月22日に新設。当時は南大沢駅発着便は1往復のみ（八王子工業団地経由）、他は立川バス拝島営業所からの発着であった。
2016年9月16日から、京王バスの担当便は立川駅南口発着、伊那バス・立川バスの担当便は昭島駅南口発着に変更となった。
新型コロナウイルス感染症の影響で2020年4月19日から当面の間運休となっている。

### 深夜急行バス

#### 新宿橋本線
- 新宿駅西口 → 稲城駅 → 若葉台駅 → 永山駅 → 多摩センター駅 → 京王堀之内駅 → 南大沢駅 → 多摩境駅 → 橋本駅

従来は南大沢駅行きであったが、2011年5月9日より橋本駅まで延長運行するようになった。新宿駅西口と若葉台駅で乗車でき、その他の停留所は降車専用であった。
新型コロナウイルス感染症の影響で2020年4月13日から当面の間運休となっている。

#### ニュータウン急行
- NT01：多摩センター駅 → 京王堀之内駅 → 浅間神社前 → 板橋 → 大田橋 → 南大沢駅 → 三徳プラザ前 → パークフィーネ前 → だいり谷戸公園 → 多摩境駅 → 橋本駅

ニュータウン急行（略称「NT急行」）と呼ばれる路線で、平日深夜に1便のみ運行する。京王多摩センター駅で京王相模原線最終の各駅停車から接続を受ける。
従来は南大沢営業所最寄り停留所の「だいり谷戸公園」行きであったが、2011年5月9日より橋本駅まで延長運行するようになった。途中停留所では多摩境駅を除いて乗降できた（多摩境駅は降車のみ）。乗務員に申し出れば領収書の発行が可能。
新宿橋本線と同様、新型コロナウイルス感染症の影響で2020年4月13日から当面の間運休となっている。

## 移管路線
- 八04：京王八王子駅 - 八王子駅北口 - 高尾駅南口 - (医療センター) - 館ヶ丘団地
  - 八王子営業所と共管。2014年4月14日に寺田支所へ移管。
- 高01：高尾駅北口 - 小仏
  - 2003年4月1日、八王子営業所から本沢ダム線とともに移管[3]。2014年4月14日に寺田支所へ移管。ただし、増発便については引き続き当営業所が担当する事もある。
- 西57：西八王子駅南口 - めじろ台駅 - 椚田 - 下寺田 - 中寺田 - 法政大学
  - 2010年11月20日、八92（後述）に代わり新設。2014年4月14日に寺田支所へ移管、移管後の同年9月18日廃止。
- 八91：京王八王子駅 - 八王子駅北口 - 市民会館 - 富士森公園 - 山田駅 - 上小比企 - 下寺田 - 上大船（朝1本のみ）
  - 2005年に八王子営業所から移管。2016年4月1日に寺田支所へ移管。その後、2021年4月1日のダイヤ改正で土曜朝1本のみに減便となった。
- 八62：八王子駅南口 - 本立寺 - 富士森公園 - 山田駅 - 上小比企 - 下寺田 - 上大船（朝、夜間のみ運行）
- 八64：八王子駅南口 - 本立寺 - 富士森公園 - 山田駅 - 上小比企 - 下寺田 - 上大船 - 東京家政学院
  - 2010年11月20日、JR八王子駅南口バスロータリー開設に伴い新設。2016年4月1日に寺田支所へ移管。その後、2021年4月1日のダイヤ改正で両系統とも廃止された。
- め23：めじろ台駅 - 下寺田 - 上大船 - 東京家政学院
  - 2012年に八王子営業所から移管。2016年4月1日に寺田支所へ移管。

## 廃止・撤退路線

### 本沢ダム線
出典：
- 高21：高尾駅南口 - 狭間町 - 上館 - 法政グランド - 大戸橋 - 上大戸 - 本沢ダム
  - 2003年4月1日、八王子営業所から小仏線とともに移管[3]。2006年6月21日をもって廃止。末期は1日3往復のみであった。

### 大船線（一部系統の廃止）
- 八92：京王八王子駅 - 八王子駅北口 - 市民会館 - 富士森公園 - 山田駅 - 上小比企 - 下寺田 - 中寺田 - 法政大学
- 八93：京王八王子駅 - 八王子駅北口 - 市民会館 - 富士森公園 - 山田駅 - 上小比企 - 下寺田 - 上大船 - 東京家政学院
  - 八92・八93は、JR八王子駅南口のバスロータリー開設に伴い、両系統とも2010年11月20日廃止。

### 下柚木線（一部系統の廃止）
- 堀05（2代目）：京王堀之内駅 → 大竹橋 → 由木中央小学校 → 大竹橋 → 京王堀之内駅
  - 堀05（2代目）は、2013年4月新設。下柚木線（南64）とほぼ同じ経路で由木中央小学校を経由し、京王堀之内駅に戻る循環路線で「フェアヒルズ経由」と案内される。6時台後半 - 10時台前半と17時以降、30分に1本運行されていたが、2021年11月16日のダイヤ改正で輸送の効率化を図るため、全便が堀64（京王堀之内駅 - 由木折返場）に振り替えられ廃止[16]。

### 西武北野台線（一部系統の廃止）
- 八68：八王子駅南口 - 北野駅 - 多摩丘陵 - 公園前 - 西武北野台
- 北08：北野駅 - 多摩丘陵 - 公園前 - 西武北野台
  - 八68・北08は、北10の西武北野台乗り入れにより、両系統とも2016年4月1日廃止。

### 東山住宅線（一部系統の廃止）
- 堀06：京王堀之内駅 - 堀之内二丁目 - 東山住宅
  - 堀06は、2013年4月新設。東山住宅内幹線道路の開業に伴い、2016年4月1日より循環運行に変更。堀33に代替廃止。

### 南陽台線（一部系統の廃止）
- 平03：平山城址公園駅 - 平山城址公園入口 - 東京薬科大学 - 南陽台中央 - 野猿峠 -（打越新道）- 北野駅北口
- 平03：平山城址公園駅 - 平山城址公園入口 - 東京薬科大学 - 南陽台中央 - 野猿峠 -（打越新道）- 北野駅南口
  - 平03は、2019年3月31日廃止。北21・北22に振替。

### 多摩河口湖線（高速バス）
- 河口湖駅 - 富士山駅 - 富士急ハイランド - 聖蹟桜ヶ丘駅 - 多摩センター駅 - 南大沢駅

- 2011年3月19日新設。当時は富士急山梨バスとの共同運行だった。2012年4月28日にはダイヤ改正が行われ、1日6便に増便され停留所も新設された[17]。2014年4月1日より富士急担当便のみ南大沢駅から多摩センター駅発着となったが、2016年11月3日をもって富士急が撤退[5]。京王バス南担当便のみの単独運行となったが、2017年10月9日をもって運行終了となった[6]。

### 東急みなみ野線（一部系統の廃止）
- 北06：北野駅北口 - 北野駅南口（北野駅方向のみ） - 多摩丘陵 - 北野台一丁目 - 坂上 - 片倉高校前 - 八王子みなみ野駅
  - 北06の北野駅北口発着は、2022年3月12日のダイヤ改正で平日朝を除き八69に統合された事に伴い廃止。

### 東急片倉台線
- 北05：北野駅北口 - 多摩丘陵 - 北野台一丁目 - 坂上 - 片倉台
  - 2024年9月27日のダイヤ改正で廃止された。

### 相模原線
出典：
- 桜84：聖蹟桜ヶ丘駅 - 一の宮 - 和田 - 帝京大学入口 - 堰場 - 大竹橋 - フェアヒルズ入口 - 板橋 - 大田橋 - 南大沢駅 - 清水入谷戸 - 宮下 - 相模原駅〔神奈川中央交通〕
- 南84：南大沢駅 - 清水入谷戸 - 宮下 - 相模原駅（土休日の京王便のみ）

京王バスでは相模原駅に乗り入れる唯一の系統で、神奈川中央交通との共同運行であった。聖蹟桜ヶ丘駅 - フェアヒルズ入口では堀桜線（桜88）と同経路を通り、フェアヒルズ入口の先で分岐し、大田川沿いに板橋 - 大田橋を経由して南大沢駅前ロータリーに入る。そしていったん来た道を戻り、大田橋バス停手前を曲がって南下し、町田市を経由して境川を渡り都県境を越える。相模原市中央区に入ると在日米軍相模総合補給廠を避ける形で迂回し、相模原駅北口へ至る。「板橋経由」と案内されていた。
以前は終日1日6往復が運行され、午前の3本は京王が、午後の3本は神奈中が担当していたが、2021年4月より京王単独の区間便となる南84が土休日限定で設定され、これにより土休日の午前（京王担当分）は早朝1本の相模原駅行きを除いてすべて区間便の南84に振り替えられた。なお、神奈中は引き続き桜84を午後に終日3往復担当する。
2025年3月28日をもって、桜84・南84共に廃止された。

### 中山線
- 八63：八王子駅南口 - （←北野駅南口 / 北野駅北口→） - 多摩丘陵 - 野猿峠 - 中山 - 由木折返場
- 北04：北野駅南口 → 多摩丘陵 → 野猿峠 → 中山 → 陸上競技場前 → 三井アウトレットパーク → 南大沢駅

2025年3月29日のダイヤ改正をもって、両系統とも廃止された。八63の由木折返場方向は2024年9月27日のダイヤ改正で廃止されていた。

### その他
- 南62：南大沢駅 - だいり谷戸公園 - 都営住宅西 - 鑓水公園 - 鑓水中学入口
  - （廃止時期不明）
- 堀05（初代）：京王堀之内駅 - 東中野 - 中央大学
  - 2004年廃止。多摩営業所が運行していた桜86（聖蹟桜ヶ丘駅 - 中央大学）と統合して桜88とする。
  - 2013年、系統番号が由木中央小学校方面線で再利用された（先述）。
- 橋11：橋本駅 - 多摩美大 - 由木折返場
- 橋13：橋本駅 - 多摩美大 - 由木折返場 - 大竹橋 - 京王堀之内駅 - 東中野 - 中央大学
  - 2000年1月10日、多摩都市モノレール延伸開業（立川北 - 多摩センター）に伴い、橋13を京王堀之内駅経由に変更の上で減便。2003年に両系統とも廃止し南63と堀05に分割。その堀05も2004年に桜86と廃統合され、桜88となった。
- 北07：北野駅 - 北野台五丁目 - 片倉台 - 片倉高校 - 八王子みなみ野駅
  - 2003年の新設時は八王子営業所の担当で、宇津貫折返場まで運行されていた。2005年10月に八王子みなみ野駅 - 宇津貫折返場間を廃止、南大沢営業所へ移管された。
  - 2010年3月、北野駅 - 北野台五丁目 - 片倉台折り返しに短縮、北10に変更。

- 北10：北野駅北口 - （打越新道） - わかば公園 - 片倉台
- 北10：北野駅南口 - （打越新道） - わかば公園 - 片倉台
  - 西武北野台の路線再編に伴い、2016年4月1日に西武北野台まで延長。
- 八60：（八王子駅北口 - 南町 - 八王子駅南口） - 北野駅 - 南陽台 - 由木折返場 - 南大沢駅
- 八61：（八王子駅北口 - 南町 - 八王子駅南口） - 北野駅 - 中山 - 南大沢駅
- 八63：（八王子駅北口 - 南町 - 八王子駅南口 ）- 北野駅 - 中山 - 由木折返場
- 八65：（八王子駅北口 - 南町 - 八王子駅南口） - 北野駅 - 片倉台
- 八68：（八王子駅北口 - 南町 - 八王子駅南口 ）- 北野駅 - 西武北野台
  - 北野駅方面の系統は、JR八王子駅南口に2001年にエスカレーターが整備されたことを理由に、南口発着に短縮された。
- 直行：八王子みなみ野駅 → だいり谷戸公園
  - 南大沢営業所への入庫系統で、2024年9月27日の改正で新設されたが、わずか半年後の2025年3月29日ダイヤ改正をもって廃止となった[13]。だいり谷戸公園行きの片方向のみ運行し、途中停留所には停車しない。八王子みなみ野駅では前述の東京工科大学前行き（み03）と同じ乗り場から発車するものの、八王子みなみ野駅入口交差点ではみ03が左折するのに対し、この直行便は交差点を右折してみなみ野大橋を渡って車庫に向かっていた。

## 車両
2020年現在、国産4メーカーを採用している。

### 過去の車両（除籍済など）

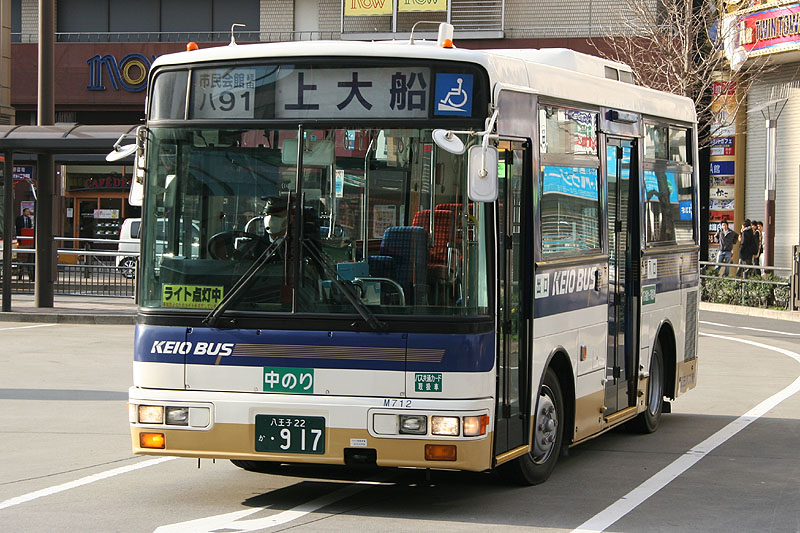
一般路線車 (小型車)　M79712号車、日産ディーゼル・RN (京王マスク)  ※除籍済
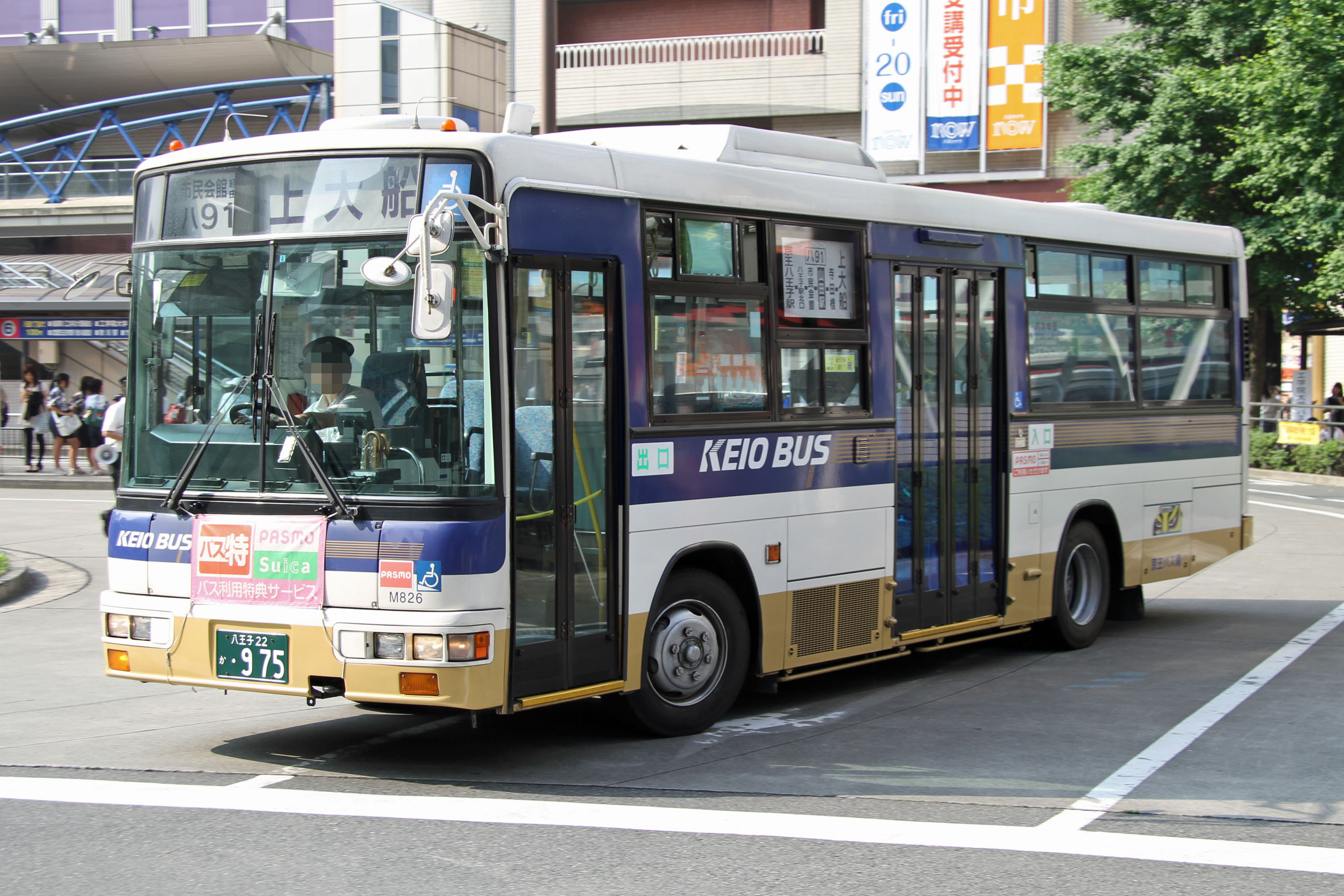
一般路線車 (中型車)　M49826号車、日産ディーゼル・RM (京王マスク) ※除籍済
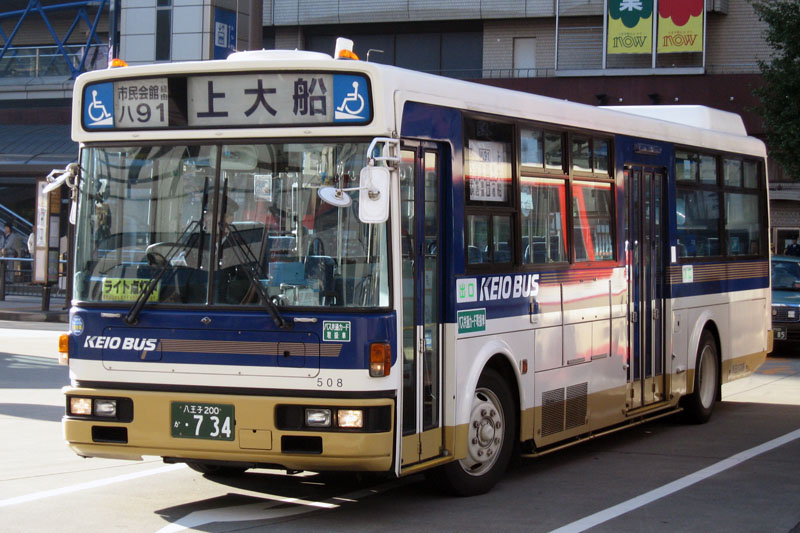
一般路線車 (中型長尺車)　M49508号車、日産ディーゼル・JP ※除籍済
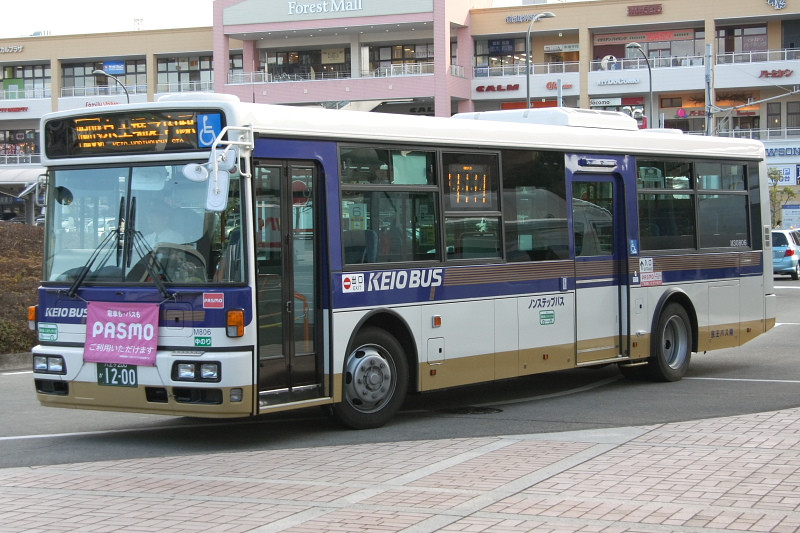
一般路線車 (中型長尺車)　M30806号車、三菱ふそう・エアロミディ ※高尾営業所へ転出済
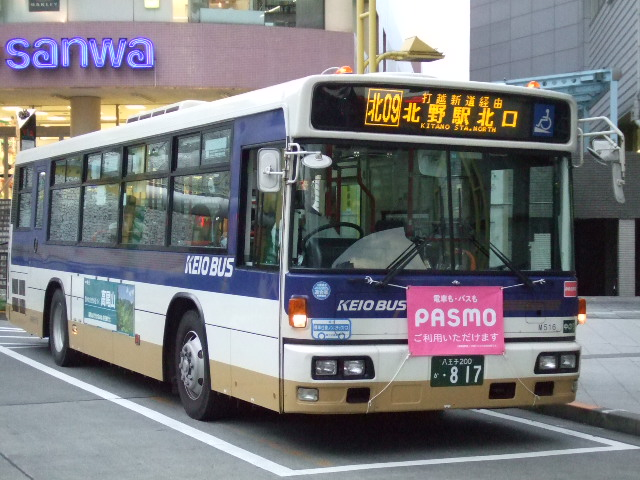
一般路線車 (大型車)　M40516号車、日産ディーゼル・UA　※転出済
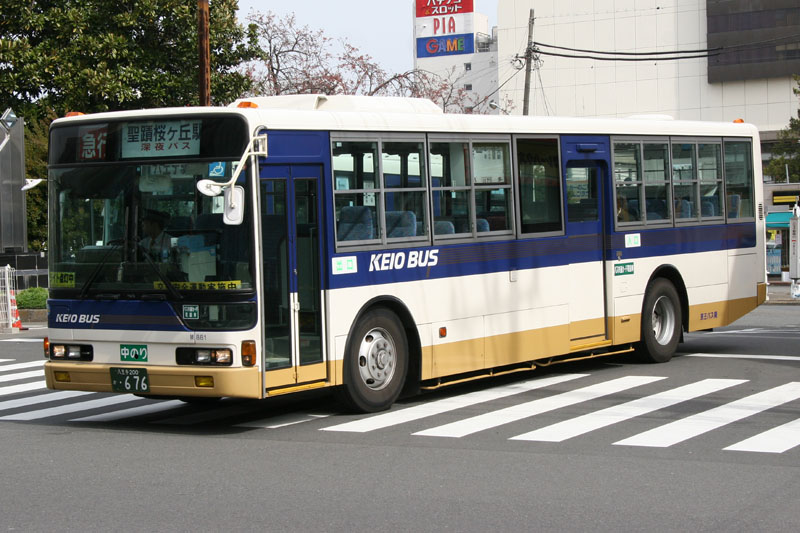
多摩美術大学からの移籍車　M39881号車、三菱ふそう・エアロスター ※除籍済
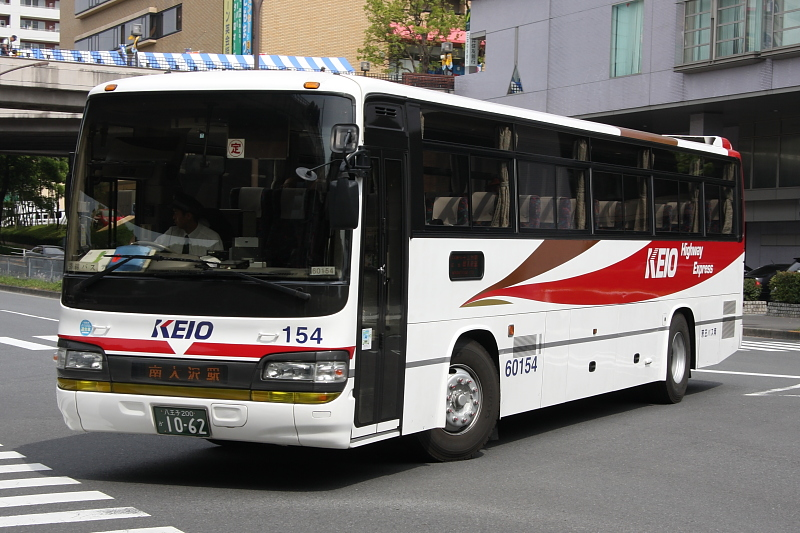
空港連絡バスの車両　X60154号車、日野・セレガR ※除籍済
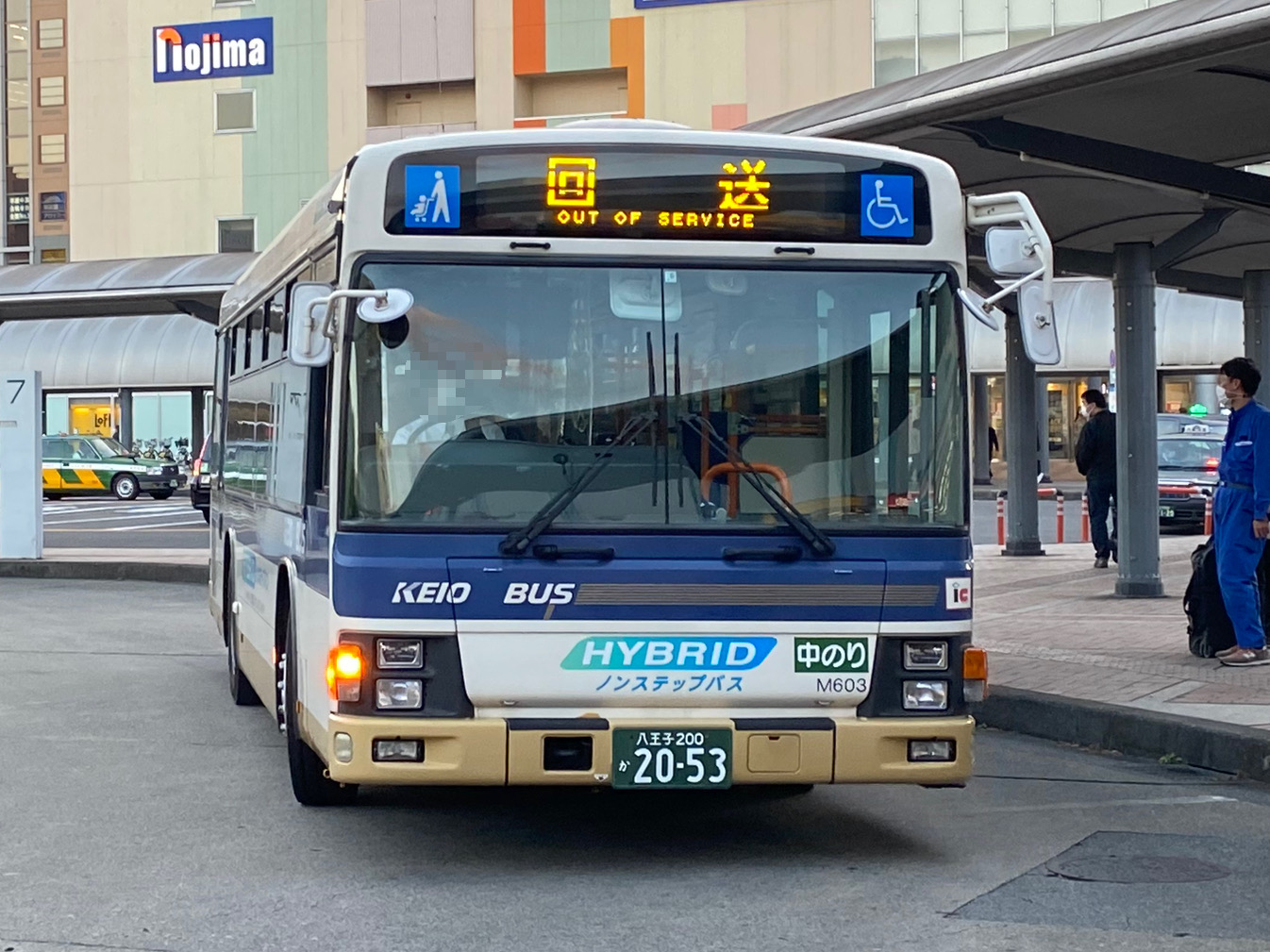
一般路線車 (大型車)　Ｍ11603号車、いすゞ・エルガハイブリッド

京王電鉄バス時代は、いすゞ自動車製のLV系（富士重工車体、L尺）が主力で、京王帝都電鉄（当時）が積極的に採用した機械式AT車（いすゞ車の場合はNAVi5）であったことが特徴だった。2006年頃までに除籍されている。同時期には他の営業所でも日野自動車、三菱自動車工業（当時）の機械式AT車が導入されていた。
また過去の特徴的な車両として、三菱ふそう・エアロスター（ニューエアロスター）のM39881号車は、元は多摩美術大学の自家用バスだったものを2004年に中古購入したものである。京王では中古車導入自体が珍しく、ニューエアロスターでは希少な2段サッシ窓を有していたが、その後除籍されている。
1995年以降は京王バスグループの他の営業所と同様、日産ディーゼル（現・UDトラックス）車が多数導入された。大型車としては、2005年にUA系、2007年にRA系、1999年から大量導入され、乗務員から「もやし」と呼ばれた中型長尺車のJP系が在籍する。2008年8月からは中型長尺車の三菱ふそう・エアロミディ-Sも導入された。
2023年9月現在、中型長尺車のJP系のうち、2002年 - 2003年に南大沢営業所に直接導入された車両（KL-JP252NAN改）は、2019年をもって全廃となっており、中野営業所から転属した車両（PDG-JP820NAN）の2台（M40802・M40805）を残すのみとなっている。三菱ふそう・エアロミディ-Sも、路線移管による寺田支所 → 高尾営業所への転出が進み、2022年時点ではM30905の1台を残すのみとなっている。2005年に導入された大型車のUA系も、2023年5月に多摩営業所から転属したM40525号車が除籍されたのを最後に路線用は全廃した。
小型車は、かつては京王帝都電鉄 → 京王電鉄バスから引き継いだ日産ディーゼル・RNが多数所属していたが全廃、コミュニティバスの運行受託路線もないため、その後の新規導入はない。
日野自動車としては､2006年に日野ブルーリボンⅡ、その後、2009年から上記で述べたRNの代替えとして､日野・レインボーIIが導入された。
2011年のUDトラックスのバス事業撤退後は、ジェイ・バス製や三菱ふそう製の大型車が導入されるようになった。2013年には「京王の電車・バス100周年」記念復刻塗装として三菱ふそう・エアロスター（M31301）が導入され、2014年 - 2016年にはハイブリッド車のいすゞ・エルガハイブリッドが導入された。2016年からは新型エルガ・ブルーリボン（LV/KV290系）も導入されている。
京王ライナーに使用される5000系電車を模したラッピングを施した「京王ライナー号」が、多摩営業所に続いて2017年には南大沢営業所でも1台（M31744）導入された。南大沢営業所の「京王ライナー号」は三菱ふそう・エアロスター（MP38系）を使用している。
高速バスでは、羽田多摩センター線、成田多摩センター線でサンリオピューロランド号を運行しており、車体や内装にサンリオのキャラクターが描かれている。第1弾は三菱ふそう・エアロエース1台を転用改造してピンク色ベースのラッピングを施し、第2弾は日野・セレガ（ハイデッカー）の新車1台に水色ベースのラッピングがされている。サンリオピューロランド号専用車両では行先表示にフルカラーLEDを搭載してハローキティのイラストを表示する。

### 現在の車両

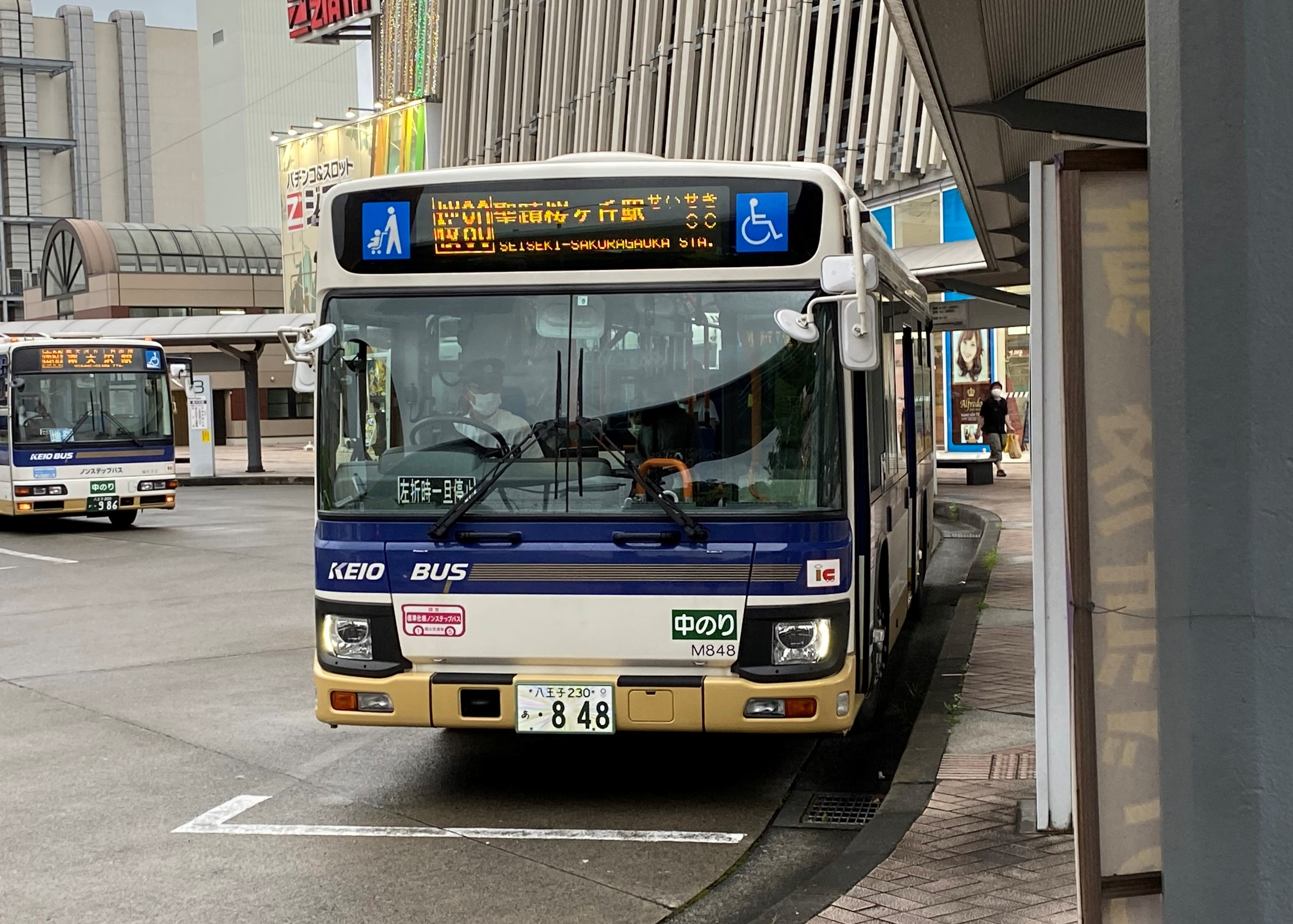
一般路線車 (大型車) M11848号車、いすゞ・エルガ
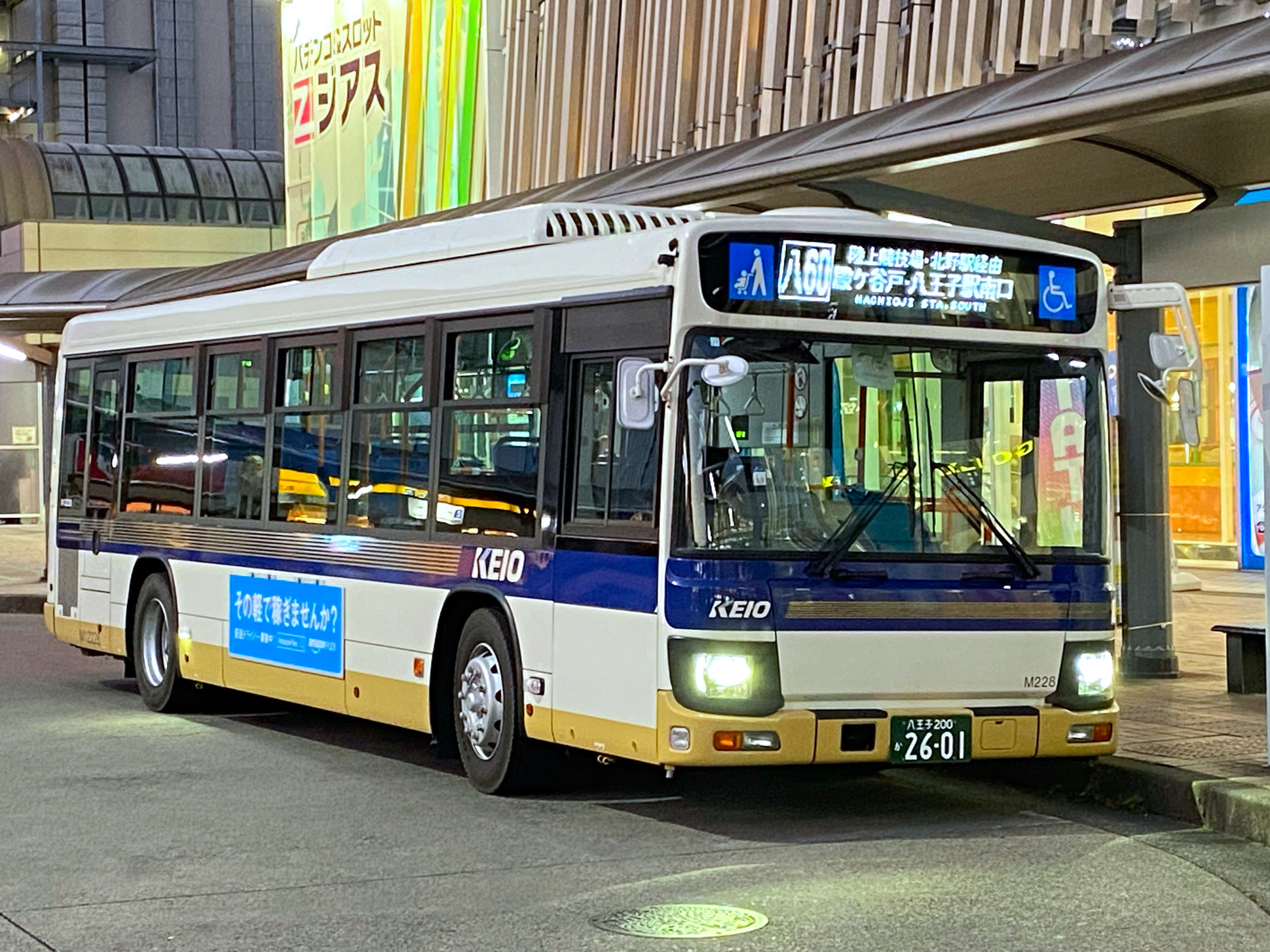
一般路線車 (大型車)　Ｍ12228号車、いすゞ・エルガ　※高尾営業所と同じ白色LED車両。
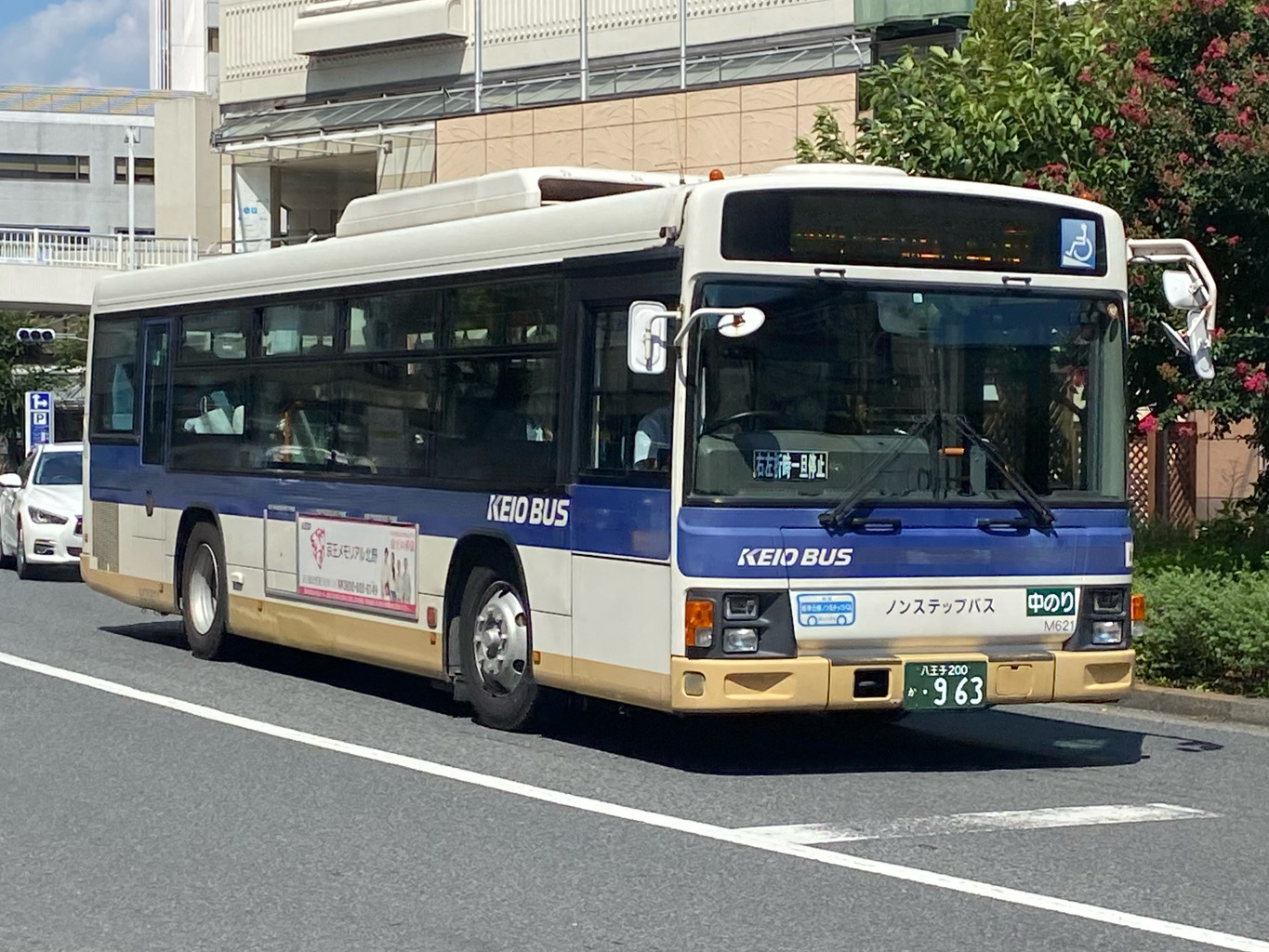
一般路線車 (大型車)　M20621号車 日野・ブルーリボンⅡ（京王バスカラー）
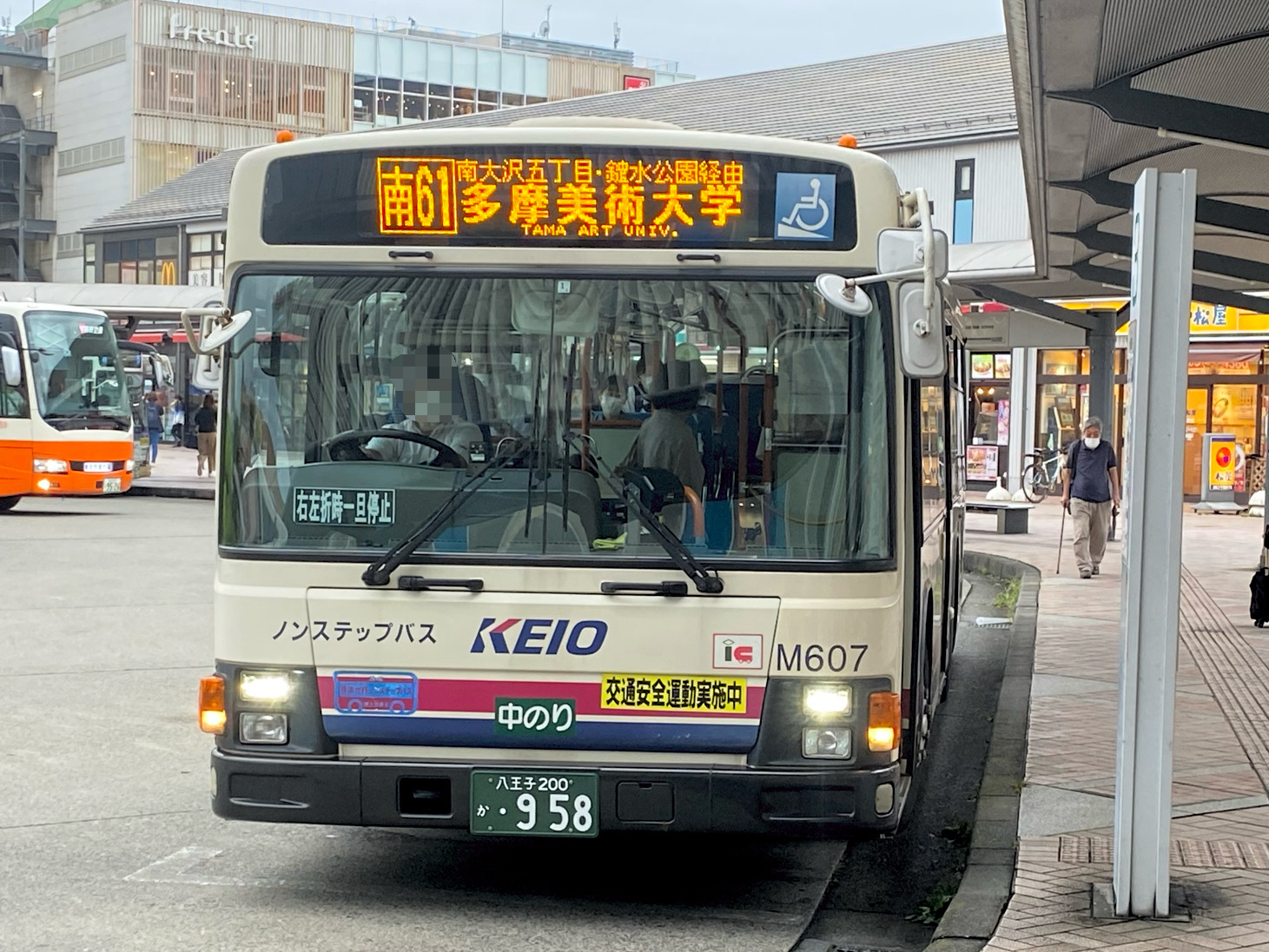
一般路線車 (大型車)　M20607号車 日野・ブルーリボンⅡ（京王電鉄カラー）
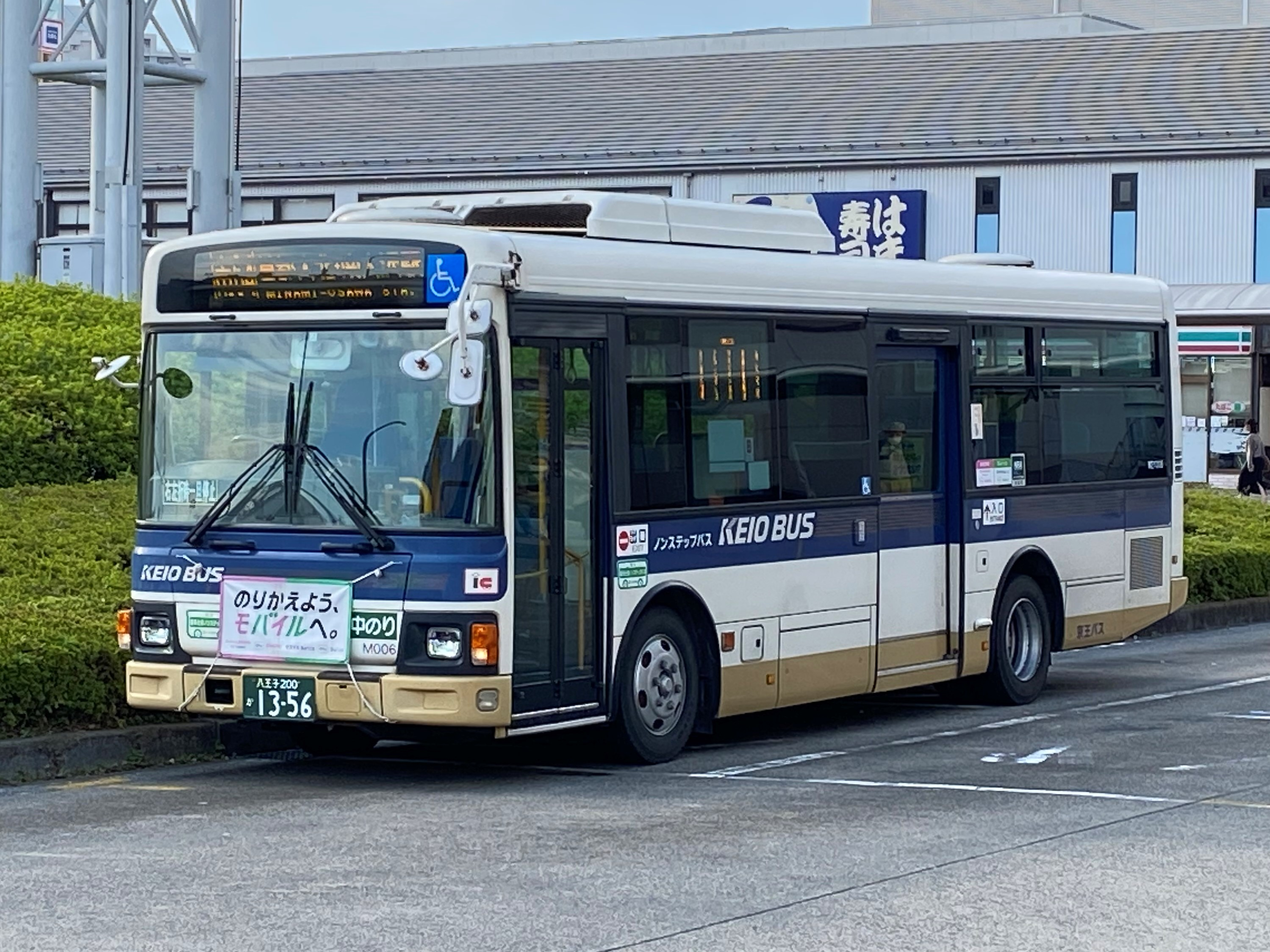
一般路線車 (中型車)　M21006号車 日野・レインボー（京王電鉄カラー）
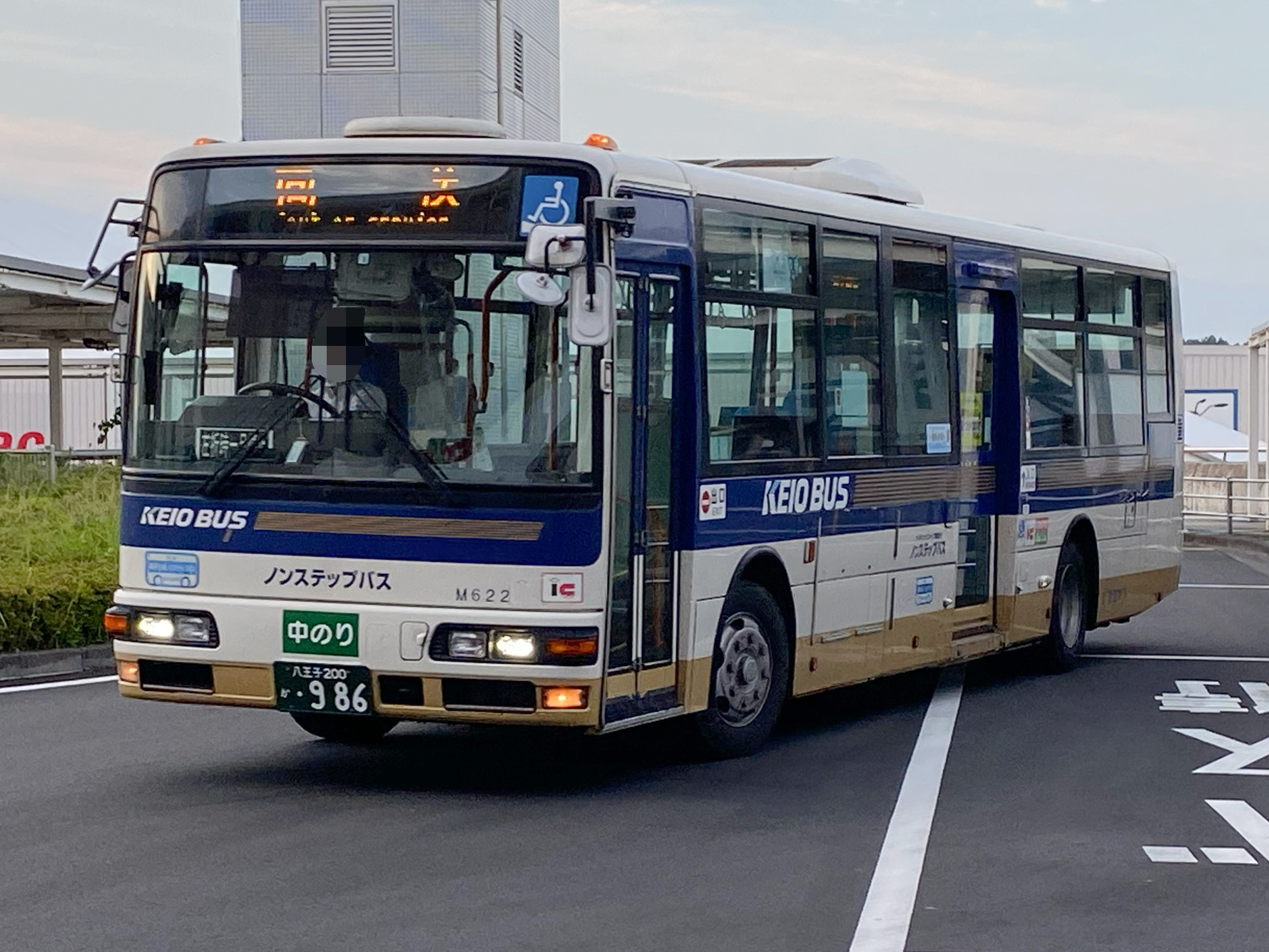
一般路線車 (中型長尺車)  M30622号車、三菱ふそう・エアロミディMK
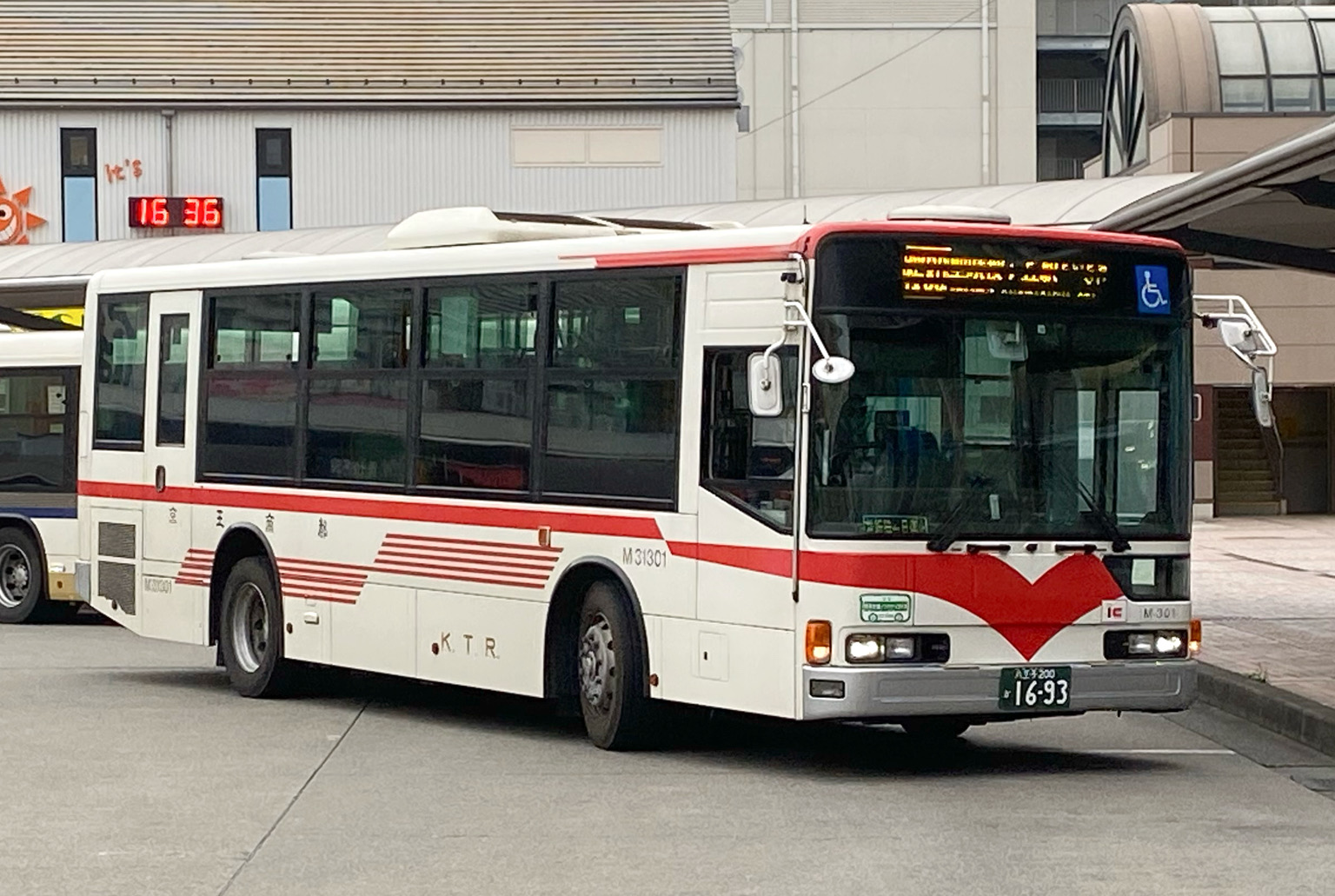
一般路線車 (大型車)　M31301号車、三菱ふそう・エアロスター　※京王の電車&バス開業100周年復刻塗装車
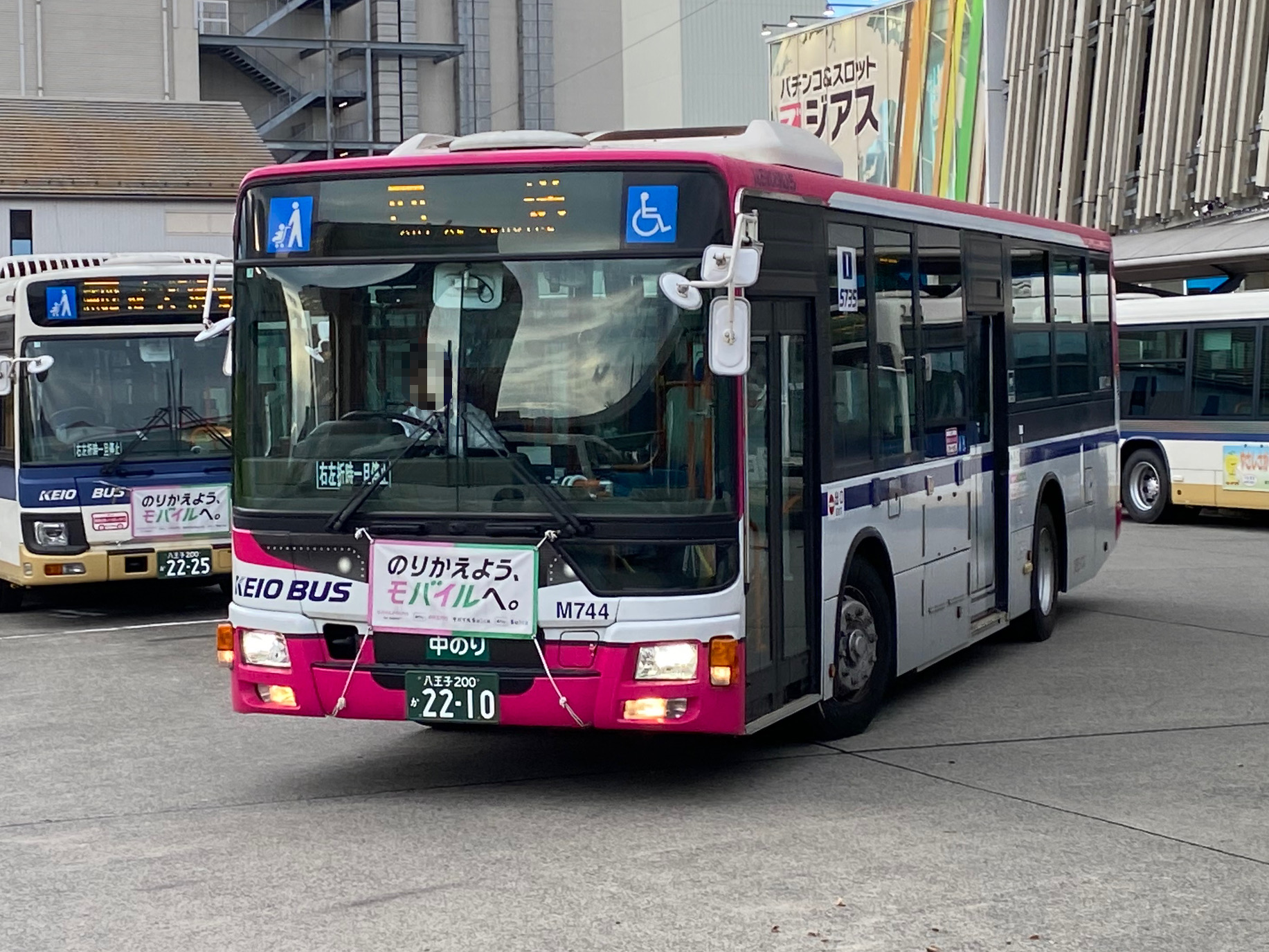
一般路線車 (大型車)　M31744号車、三菱ふそう・エアロスター　※京王ライナーラッピング
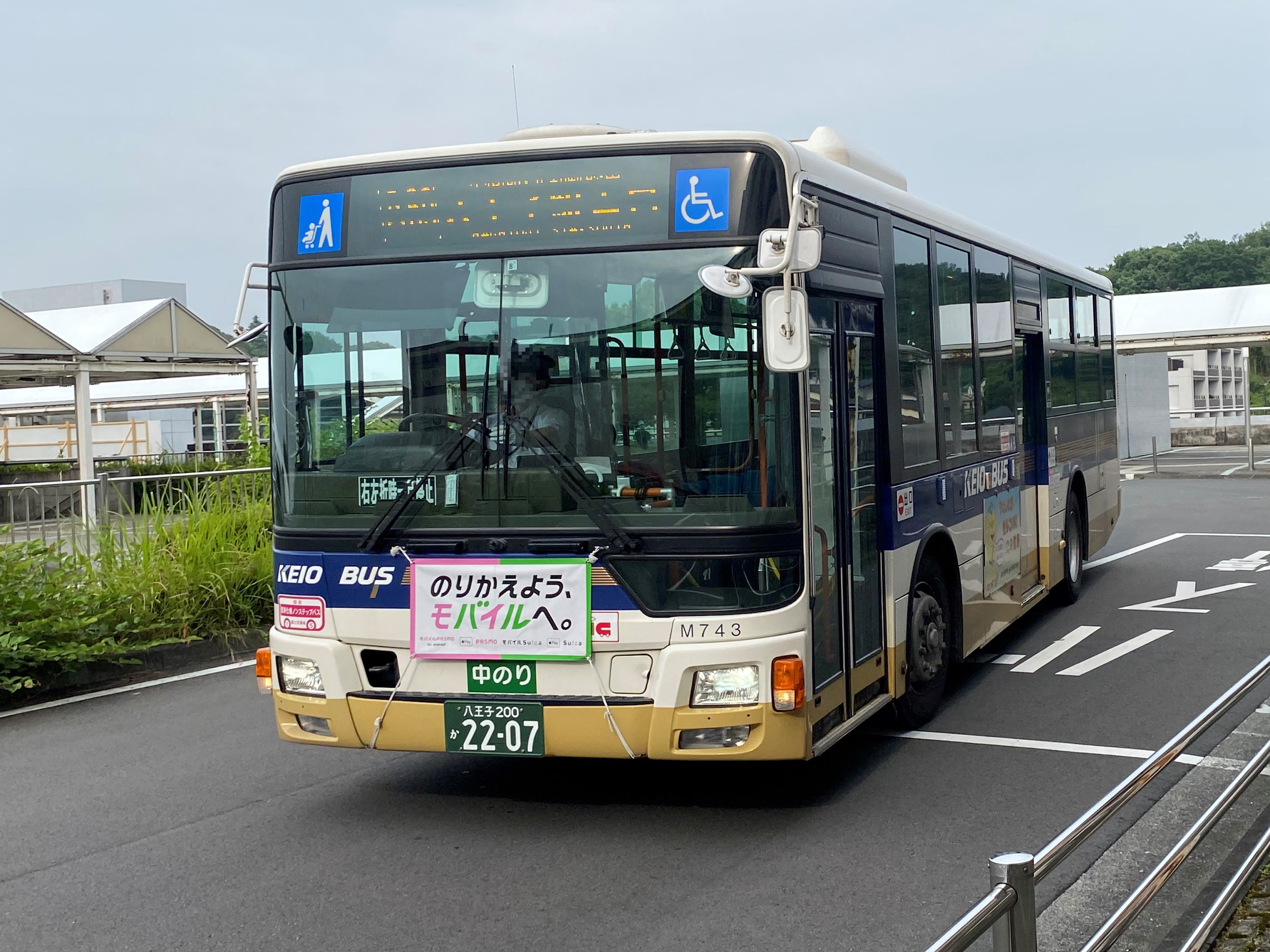
一般路線車 (大型車)　M31743号車、三菱ふそう・エアロスター
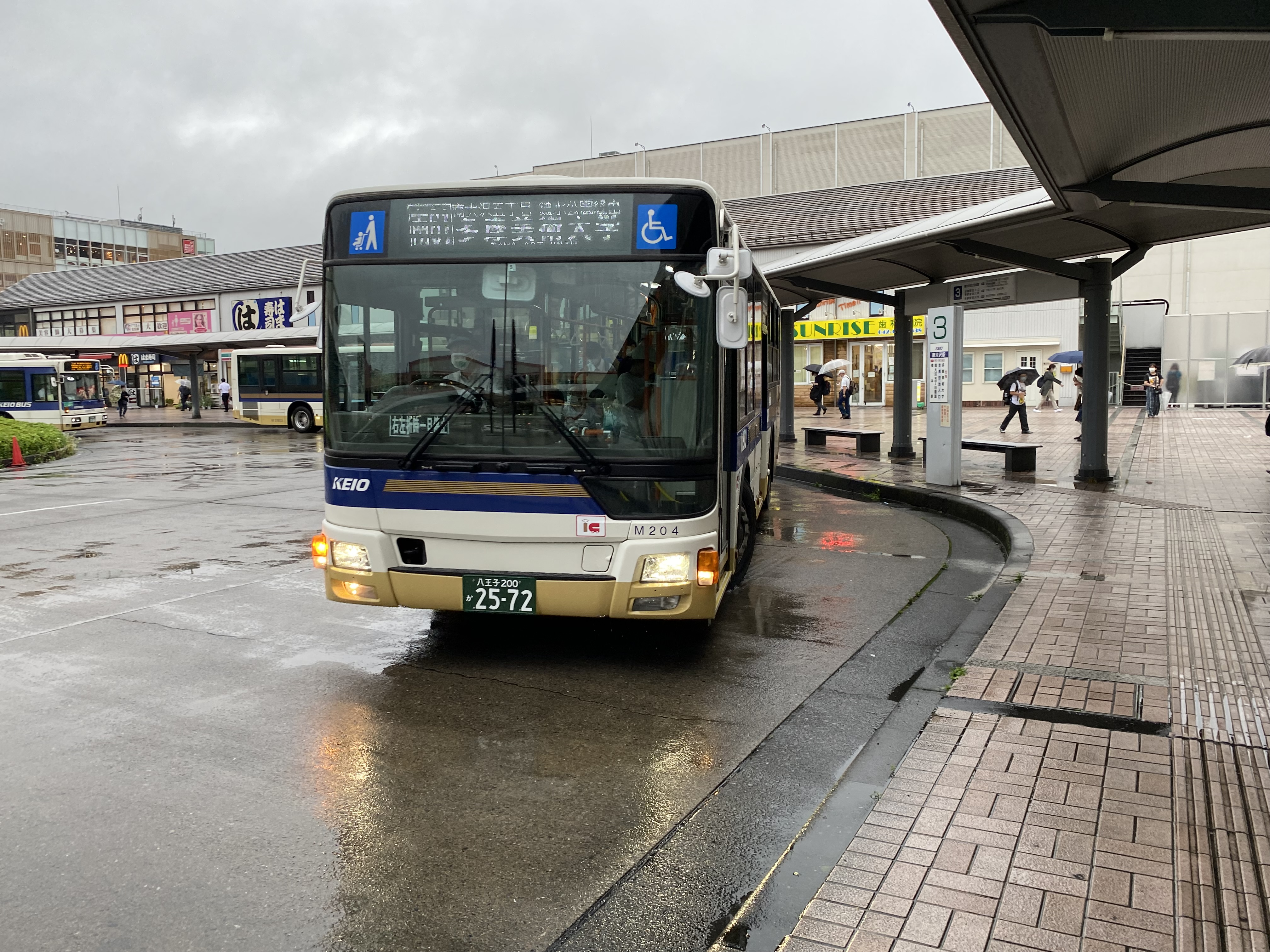
一般路線車 (大型車)　M32204号車、三菱ふそう・エアロスター　※導入時より白色LED行先となっている。
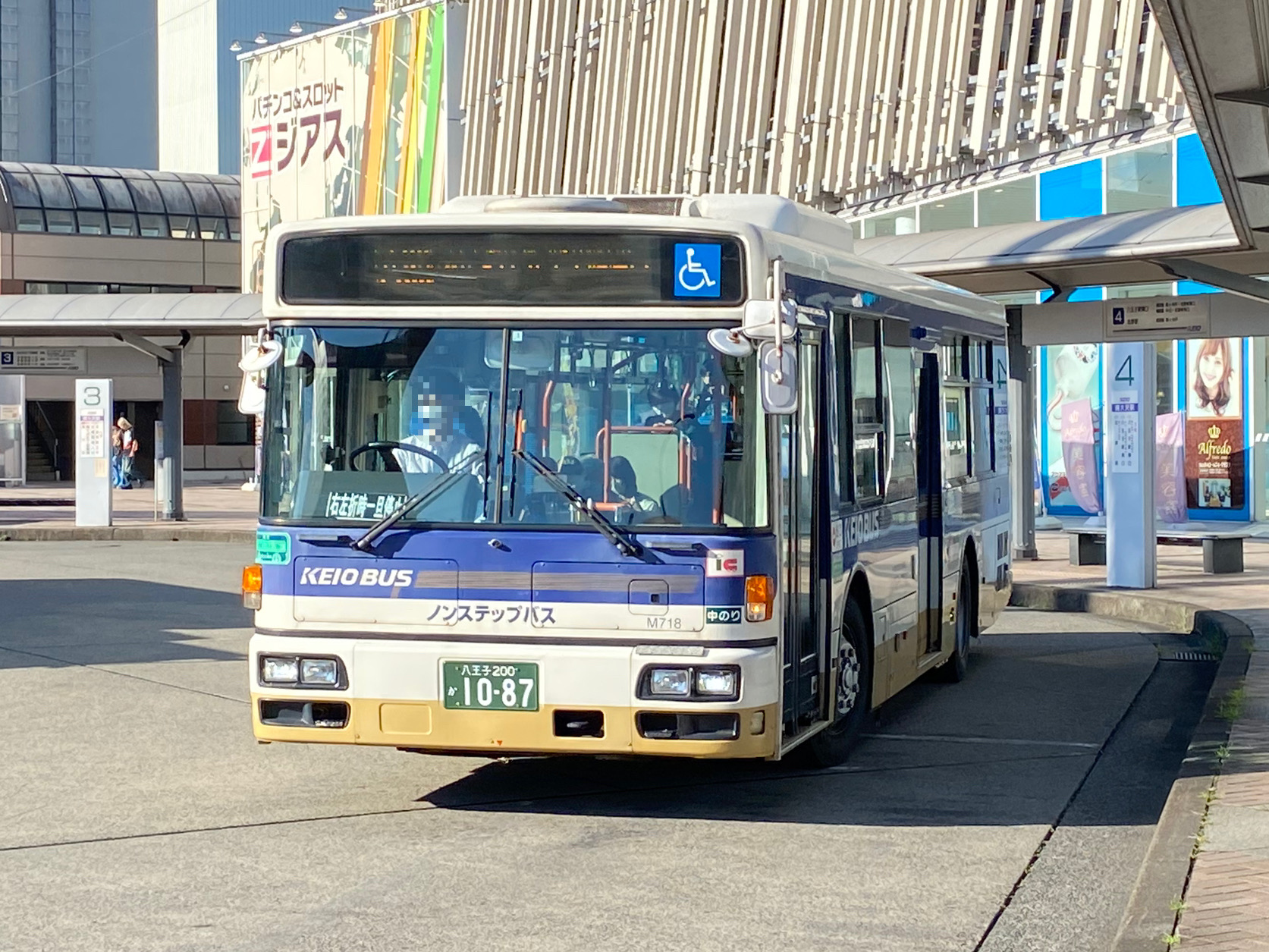
一般路線車 (大型車)  M40718号車、日産ディーゼル・UA
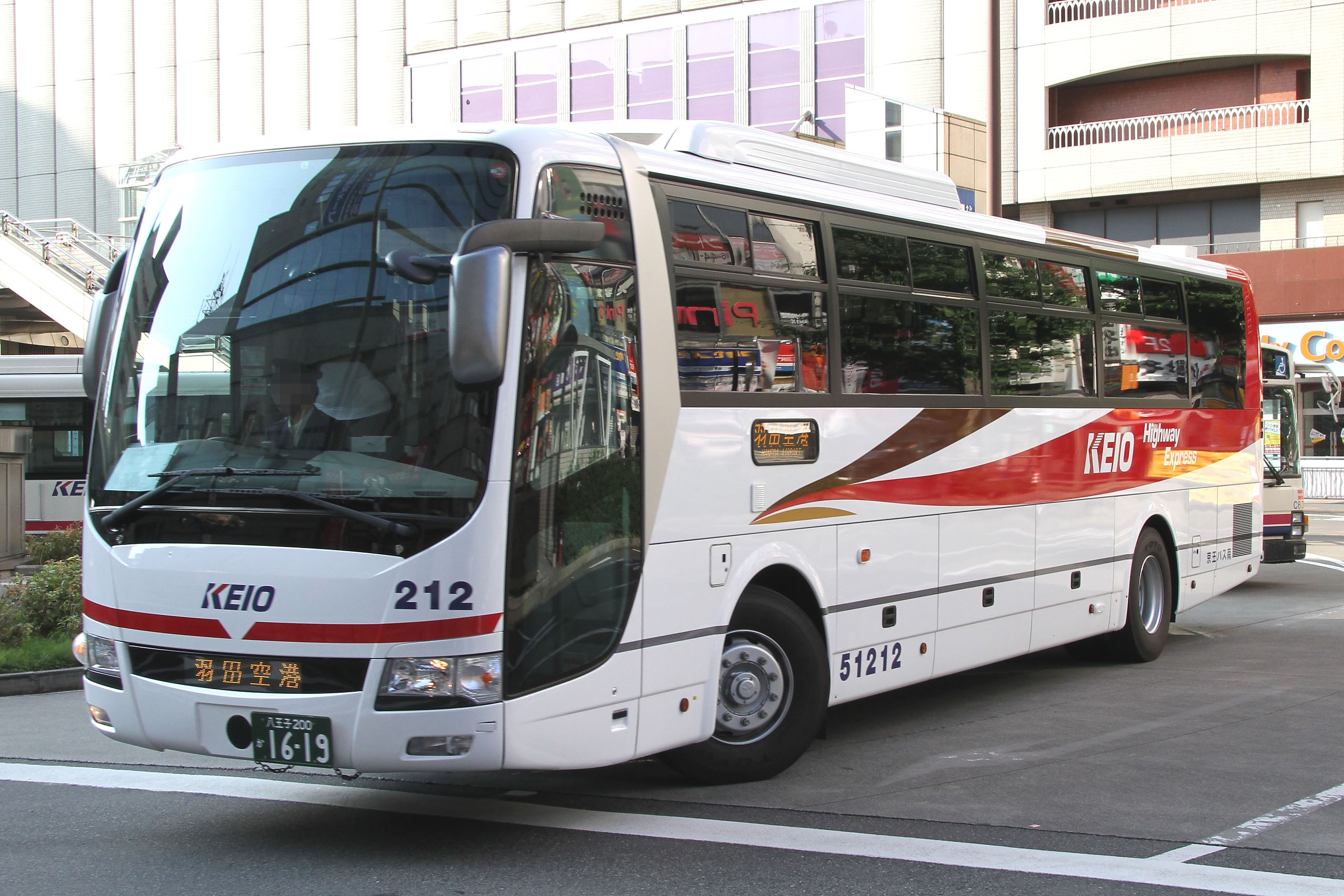
空港連絡バスの車両 X51212号車、三菱ふそう・エアロエース